# ウォルター・ルーサー
ウォルター・フィリップ・ルーサー（英語: Walter Philip Reuther, [ˈruːθər]; 1907年9月1日 - 1970年5月9日）は、全米自動車労働組合（UAW）をアメリカの歴史上もっとも革新的な労働組合のひとつに作り替えた、アメリカの労働運動および公民権運動の指導者である。彼は労働運動を狭義の特殊な利益団体にとどまらない、民主主義社会における社会正義や人権を推進する手段であると解釈した。彼は、世界における労働者の権利、市民の権利、女性の権利、ユニバーサルヘルスケア、公教育、適正な住宅価格、環境運動、核不拡散を推進するためにUAWの財力や影響力を行使した。彼はスウェーデン型の社会民主主義と非暴力による市民的不服従の信奉者だった。1955年、彼はジョージ・ミーニーとともにアメリカ労働総同盟・産業別組合会議(AFL-CIO)を設立した。彼は2度の暗殺未遂から生き延びた。そのうちの1度は12口径のショットガンによる、彼の自宅の台所の窓を貫通した銃撃だった。彼は、1946年から没する1970年まで第4代UAWの会長を、歴史上最長の期間にわたって務めた。
ルーサーは、退職者や彼らの家族を含む500万人におよぶ自動車関連の労働者の指導者として、民主党内部に影響力を及ぼした。1961年のピッグス湾事件の後、ジョン・F・ケネディ大統領は、ルーサーをキューバに送り、フィデル・カストロと捕虜の交換に関する交渉に当たらせた 。彼は、平和部隊創立の先陣を切り、そして、1964年公民権法、1965年投票権法、メディケアとメディケイド、そして公正住居法が成立する道筋をつける支援をした。1964年から65年の間、彼はリンドン・ジョンソン大統領とホワイトハウスで毎週のように面会し、偉大な社会や貧困との戦いをめぐる政策や法案に関する議論をした。共和党は、ルーサーを大変警戒しており、1960年アメリカ合衆国大統領選挙の際、リチャード・ニクソン候補は、ジョン・F・ケネディ候補について、「私はウォルター・ルーサーのような政治ボスの選挙支援を受けて当選し、その結果、相手の言いなりになる大統領ほどこの国にとって有害な物はないと考えます。」と述べた。保守政治家のバリー・ゴールドウォーターは、ルーサーについて「わが国にとってスプートニクやソビエト・ロシアによるどんな行為よりも危険です。」と評した。
マーティン・ルーサー・キング・ジュニアと公民権運動に対する強力な支援者だったルーサーは、デトロイト、セルマ、バーミングハム、モンゴメリー、そしてジャクソンの行進においてキングと行動を共にした。アラバマ州バーミングハムで、キングと子供を含むその他の人々が収監され、キングが著名な『バーミングハム刑務所からの手紙』を書いた際、ルーサーは抗議者たちを釈放させるために16万ドルを用立てた。また、彼は1963年8月28日に行われたワシントン大行進の計画や資金面を手助けし、キングのナショナル・モールにおける歴史的な演説である『I Have a Dream』の前座として、リンカーン記念堂の階段で演説した。セサール・チャベスと全米農業労働者組合の当初の後援者だった彼は、ロバート・ケネディに対しチャベスを訪ね、支援するよう求めた。彼は、全米黒人地位向上協会(NAACP)の役員を務め、民主的行動のためのアメリカ人の共同創立者のひとりだった。生涯にわたって環境保護主義者だったルーサーは、1970年4月22日、はじめてのアースデイの組織・資金面の重要な部分を担った。はじめての全国的なアースデイの主催者であるデニス・ヘイズは、「UAWの存在がなかったら、はじめてのアースデイは失敗だったでしょう!」と述べた。
ルーサーは『タイム』誌によって、20世紀で最も重要な人物のひとりに認定された。1995年、彼はビル・クリントン大統領から大統領自由勲章を没後追贈された。記念式典の際、クリントンは「ルーサーは時代をはるかに先んじたアメリカの先見家であり、彼が亡くなられて四半世紀たった今なお、私たちの国は彼の夢に追いつけていません。」と述べた
。

## 生い立ちと教育

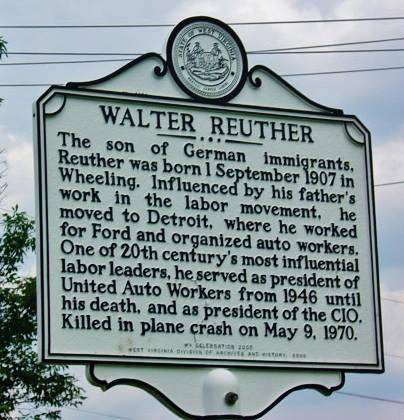
ルーサーの生地であるウェストバージニア州ホイーリングにある標識

1907年9月1日、ルーサーは、ウェストバージニア州ホイーリングにおいて、ドイツ系アメリカ人であるヴァレンタインとアンナ（旧姓ストッカー）・ルーサー夫妻の間に生まれた。彼の父であるヴァレンタインは11歳の時にドイツから移民した、ビールの荷馬車の御者にして社会主義者の連合の組織者だった。ルーサーは5人兄妹（テッド、ウォルター、ロイ、ヴィクター、クリスティーン）の次男だった。毎週日曜日にヴァレンタインは子供たちのための討論会を開き、当時の社会問題だったイエロー・ジャーナリズム、児童労働、女性参政権、公民権といった主題について彼らが自らの頭で考えるよう促した。後にルーサーは「父の膝の上で、私たちは労働組合主義の哲学を学びました。私たちは毎日のように労働者の闘いや希望を知りました。」と回想している。子供の頃の彼とヴィクターは、彼らの父とともに、第一次世界大戦の間、その平和主義によって投獄されていたユージン・V・デブスに面会するため刑務所を訪ねた。
ルーサー家は質素な家風で、倹約する事を学んだ。ウォルターの母のアンナは、お金を節約するために、使用済みの小麦粉の袋から子供たちの下着を自作した。ヴァレンタインが瓶の爆発で半ば失明してから、9歳のウォルターは家計の足しにするために雑用の仕事をはじめた。その後、11年生で高校を中退した彼は家計補助のため地元工場で働いた。彼が4人がかりで持ち上げていた400ポンドの金型が落下して、彼の足の親指を切断した時、彼は工場の安全対策が不十分である事を身をもって学んだ。
ルーサー家の子供たちは、幼い時から人種主義について教えられてきた。ある日、彼らは地元の少年らが、屋根がない鉄道車両で地元から北に向かう黒人たちに投石している所を目撃した。彼らの父親は、少年らに対し、絶対に他の人間をそのように扱ってはならないと厳格に警告した。ルーサー家の子供たちはその教えを忘れる事なく、残りの彼らの人生をすべての人々の人種・経済的平等のために戦う事に捧げた。

### 家から離れデトロイトへ
1927年、19歳だったルーサーはホイーリングを離れデトロイトに向かい、フォード・モーターで、25年の経験を要する工具・金型の製造の専門職に携わったと彼は述懐している。工場長は彼が若いにもかかわらず青図や金型を読み取る能力がある事に困惑し、工場でもっとも高い給料を受け取る技術者のひとりになった。彼はフォードで働く傍らで高校を終え、現在ではウェイン州立大学の名で知られるデトロイト・シティ・カレッジに入った。1932年、彼は大統領選挙にアメリカ社会党の候補者として出馬していたノーマン・トーマスの応援集会を組織した事が理由でフォードを解雇された。フォードにおける彼の公式雇用記録では、彼は自己都合退職扱いとされているが、ルーサー自身は彼の社会主義の政治活動に目をつけられて解雇されたと述懐している。それでも、ウォルターとヴィクターは彼らの子供時代からの夢であった世界旅行をする最高の機会であると考え決断した。

### 世界旅行
1927年にフォード・モデルTの生産が中止された後、ヘンリー・フォードはその生産設備をソビエト連邦に売却した。そのため、設備の操作の方法を知るアメリカの労働者が必要になった。ウォルターとヴィクターはソ連の労働者に、設備の使い方や流れ作業の方法を伝授する仕事が約束された。仕事が保障された兄弟は、3年間にわたる旅行をはじめた。はじめは自転車でヨーロッパをめぐり、その後、ソ連のゴーリキーにある、暖房がないためしばしば4度から氷点下1度の寒さになる工場で働いた。彼はたびたびモスクワ・デイリー・ニュースに寄稿し、共産主義者による工場運営のおびただしい非効率を難じた。
ソ連で2年を過ごした後、兄弟はトルコ、イラン、英領インド、そして中国をまわった。東シナ海を渡った後、彼らは自転車で日本各地をめぐって極東旅行をしめくくった。最後にほとんど3年の間、国を離れていた兄弟はサンフランシスコに向かう蒸気船プレジデント・ハーディングの船内の仕事を見つけ、弟のロイが自動車関連の労働者の組織化に深く携わっていたデトロイトに急いで戻った。後にウォルターはこの世界旅行で学んだ事を「すべての人々が、自由と子供たちにより大きな機会を与えられる安定した仕事という、人間としての根本的な目標を切望しています。私たちはアメリカの労働者が、強く民主的な労働組合を組織する事を助ける貢献ができるのではないかと考えました。それこそがなぜ私たちが労働運動に加わったかという理由です。」と述懐している。

### 政治党派の所属

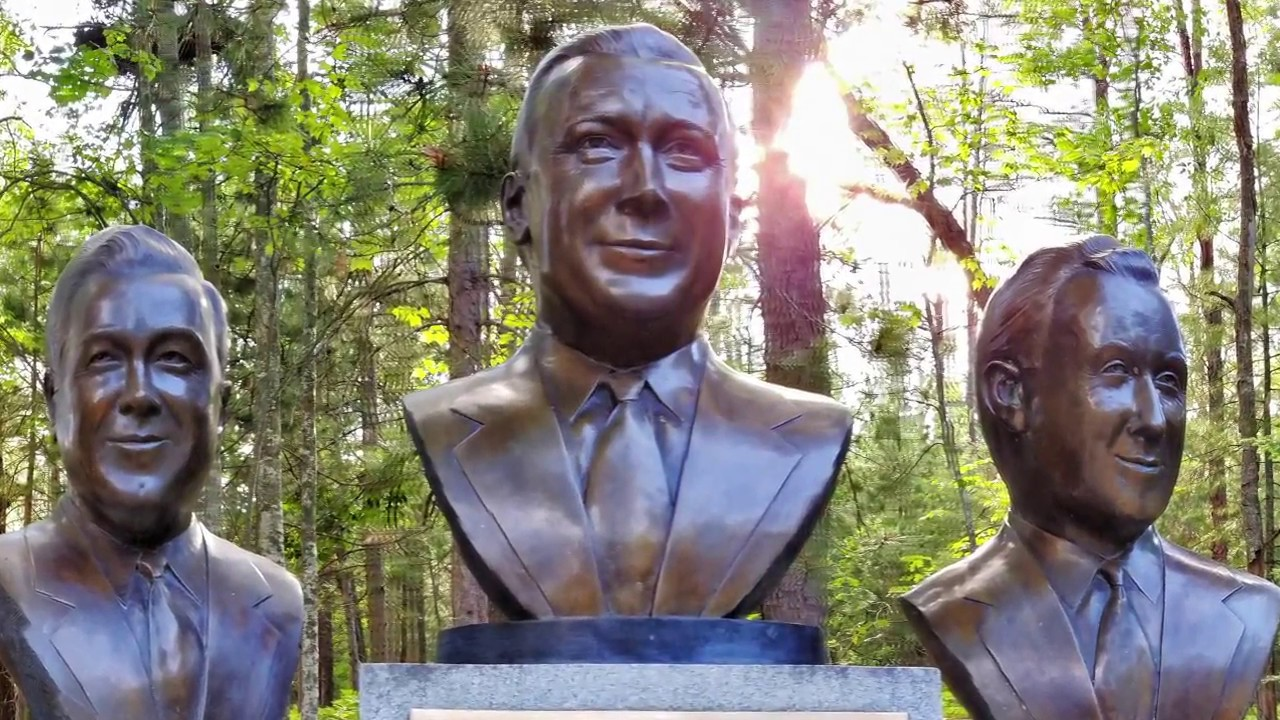
ミシガン州北部のUAW家庭教育センターにあるルーサー兄弟の胸像、左からロイ・ルーサー、ウォルター・ルーサー、そしてヴィクター・ルーサー

民主党に入党するまで、ルーサーはアメリカ社会党の党員だった。ルーサーは、それを常に否定していたにもかかわらず、ジョン・エドガー・フーヴァーを含む複数の者は、彼が一時期共産党の党員だった事を疑っていた。この件について、1938年、ルーサーは「私は共産党員でもなければ、その政策の支援者でもなく、どんな形でもその管理や影響下にあった事はない。」と述べた。それでも、人々は彼が1935年から36年の間の数か月にわたって党費を納めていたのではないかと疑念を抱いており、ひとつの情報によれば、彼は1939年2月に共産党の会議に出席していたという。1930年代半ばのルーサーは共産主義者と協力関係にあった。これは人民戦線の時代の話であり、共産党はUAW内部の問題に関するルーサーの見解に同意していていた。しかし、彼と関係していたのは反スターリン主義の社会主義者だった。ルーサーは社会党での活動を続け、1937年には、アメリカ労働総同盟や黒人層が彼を産業別組合会議の公認候補とする事に反対する中でデトロイト市議会議員選挙に出馬したが、当選できなかった。歴史家のマーティン・グラバーマンは、UAWの活動家だったナット・ガンレイの書類の中から、ルーサーが1年に満たない短期間、共産党の党員だった証拠を発見している。それでもフランクリン・ルーズベルト大統領による不平等に対する取り組みや努力に感動した彼は、最後に民主党の党員になった。

## 全米自動車労働組合

### 自動車会社に対する抵抗のはじめての勝利

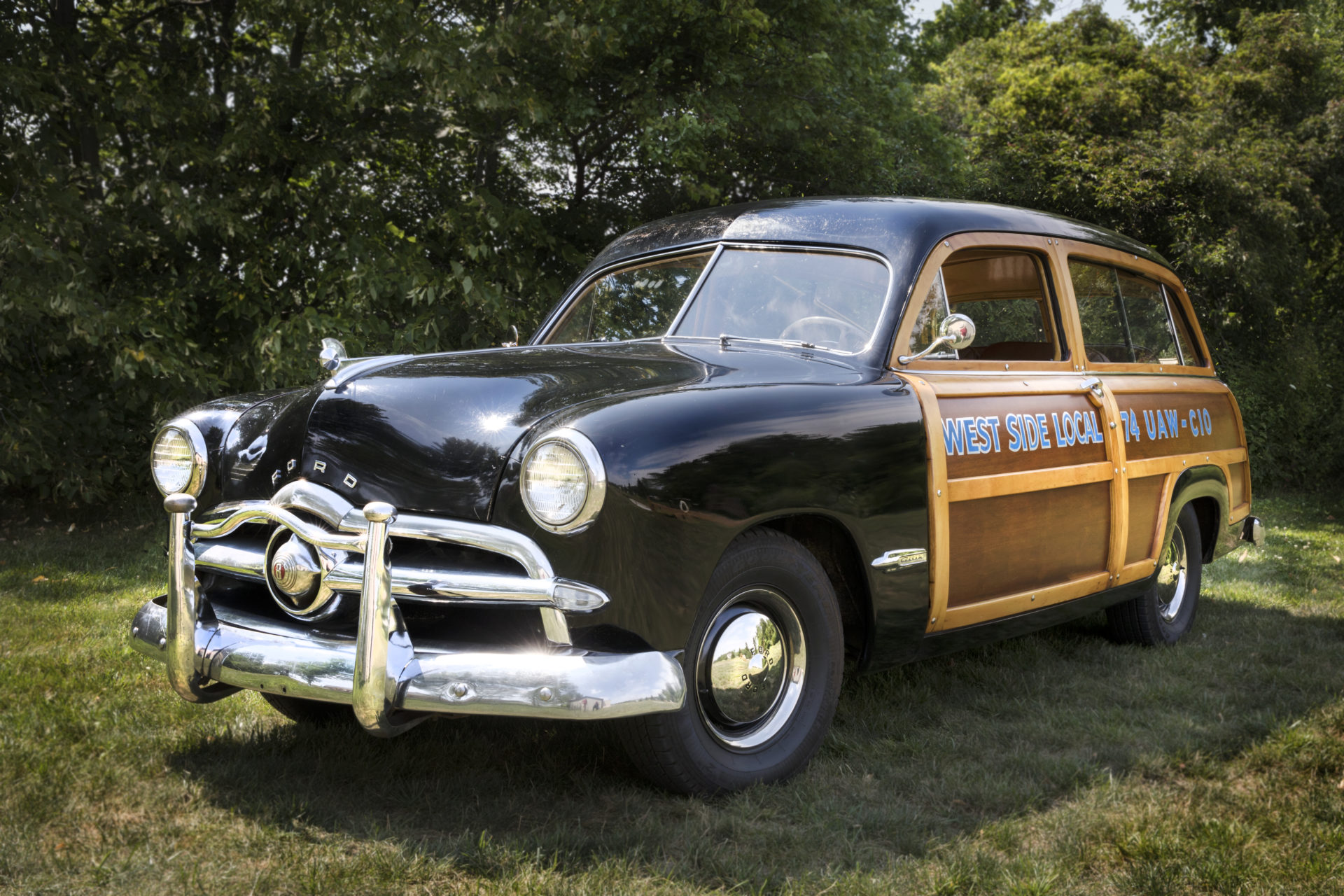
ウォルター・ルーサーがUAWの会員を組織化するために用いた第174支部の拡声器付き街宣車

デトロイトに戻った後、ルーサーはヒッチハイクでインディアナ州サウスベンドに赴き、設立されて間もないUAWの第2回年次会合に代議員として出席した。戻った彼はデトロイト西部で新しく組織された第174地域支部の支部長に就き、弟のヴィクターと共に、フォード・モーターにブレーキ・ドラムや車輪を供給していたケルシー・ヘイズで、大手自動車会社相手のストライキをはじめて成功させた。不満の中心は、流れ作業の速度の上昇に耐え切れないという物だった。労働者たちの止めどなく速度が上がる流れ作業に適応しようとする努力もむなしく、手足や彼ら自身の人生までも失う結果となっていた。1936年12月、労働者たちは予告なしで突然のストライキをはじめ、工場の中に座り込んだ。彼らは経営側が彼らの代理人であるウォルター・ルーサーとの交渉に応ずるまで、その場を離れる事を拒んだ。
経営側が工場内の機器を外すために工場の中に入ろうとした所、数千人の支援者らが道に群がり入り口を封鎖した。それらのブレーキ・ドラムや車輪の供給は、フォード・モーターにとって重大な問題だったため、10日間のストライキを経て双方は和解した。自動車工場を組合化する上で、UAWのはじめての重要な勝利だった。ルーサーの主張により、女性は時給75セントの同一労働・同一賃金を勝ち得た。流れ作業の速度は落とされ、会社は、組合に入った事を理由に労働者を解雇する事が不可能になった。UAWの第174地域支部の組合員数はストライキ前の200人から翌年には35,000人に増加した。

### ゼネラルモーターズ

デトロイトの州間高速道路696号線は1970年に起きた航空事故の後、ウォルター・P・ルーサー・フリーウェイと名付けられた

1936年当時、ゼネラルモーターズ（GM）は世界で最も大きな企業であり、デトロイトの北方60マイルに位置するミシガン州フリントに多くの工場を抱えていた。ルーサーの弟であるロイは、既にフリントにおいて、自動車会社が労働者の組合を結成する権利を認めるまで生産を停止させるべく、労働者らの組織化に当たっていた。1936年12月31日の大晦日にストライキは開始され、労働者らは工場内に座り込んだまま、退去を拒んだ。ゼネラルモーターズは、工場の暖房を止める事で仕返しした。
ルーサーは、フリントのストライキに参加する労働者への連帯を示すため、GMの高級車であるキャデラックの車体の製造に当たっていたデトロイトのフリートウッド工場のストライキを指導した。ストライキの支援は、カリフォルニア州オークランド、ミシガン州ポンティアック、ミズーリ州セントルイスでも呼びかけられ、フリント座り込みストライキの参加者に対する支援の動きは全国の自動車関連の労働者の間に広がった。
フリントでは、「ブルズ・ラン（警官が逃亡）の戦い」として知られるようになった事件が起こり、警察は労働者たちの強制的な排除を試みていた。100人以上の警官が、ピケッティングしていた労働者たちを催涙ガスや銃で襲い、銃撃された13人の労働者が病院に搬送された。ヴィクターは拡声器が付いた自動車から、労働者たちに反撃するよう鼓舞した。彼らはそれに答えて、零下9度の冬の夜の中、工場の屋根からドアの蝶番に向けてパチンコで発射したり、警官たちに消防ホースを向けて放水した。ヴィクターと女子旅団のリーダーだったジェノラ・ジョンソンは交代で、労働者たちに彼らの持ち場を守るよう拡声器付き自動車から鼓舞を続けた。
ミシガン州知事のフランク・マーフィーは、2,000人の州兵を投入したが、目的は労働者たちの工場からの強制排除ではなく、秩序を維持する事だった。鮮やかな行動の後、労働者たちは、国内でシボレーのエンジンを製造する唯一の工場の実効支配が可能になった。44日の後、ついに労働者たちの組合を結成する権利を承認する事を余儀なくされたゼネラルモーターズは、発足間もないUAWとはじめての団体交渉協定を締結した。
フリント座り込みストライキは、アメリカの産業別労働組合にとってのレキシントンやバレーフォージと見られるようになった。ロイは、「私は、労働者たちが工場から出て来た時のような夜はこれまで見た事がありませんでしたし、おそらく再び見る事もないでしょう。私にとってそれはまるで国家が独立したかのように見えました。ストライキ開始以降、はじめて家族が相まみえ、子供たちは歓喜と幸福の涙を流しながら父親に抱き着きました。それは心に恐れを抱かない労働者たちからなる人々の海でした。」と述懐している。
1950年、ルーサーはゼネラルモーターズの最高経営責任者だったチャールズ・ウィルソンとの交渉の末、デトロイト条約に署名した。それは歴史的な5年間の労働契約であり、ストライキをしない事を確約する代償として、一般の労働者たちに、より高額な賃金、医療保障、年金が与えられた。その時『フォーチュン』誌は、デトロイト条約について「労働者たちを中流社会や中間層まで驚くほどに引き上げた」と書いた。

### クライスラー
新興のUAWの次なる標的はクライスラーだった。1937年3月、6万人のクライスラーの労働者がストライキをはじめた。警察がピケッティングや抗議集会の参加者に対して、粗暴な行為に及ぶようになると15万人を超える一般市民が、デトロイトの市街地にあるキャデラック・スクエアに集結し、ルーサーとその他の者が抗議集会を指揮した。ストライキが4週間続いた後、クライスラーはゼネラルモーターズに続いて、UAWとはじめての団体交渉協定を締結した。

### フォード・モーター・カンパニー
ヘンリー・フォードは、彼が雇用する労働者たちによる労働組合の組織を絶対に認めないと公言していた。彼の意思の主な実行者は、フォード・モーター・カンパニーの3,000人の男たちからなり、組合結成の動きを見せた労働者たちの脅迫、暴行、解雇を任務とする警備部門を率いるハリー・ベネットだった。1932年、流れ作業の速度の上昇に抗議した労働者たちが、リバールージュ工場から行進した際、彼らはベネットが率いる武装した男たちに襲撃されて、5人の労働者が撃ち殺され、数百名の負傷者が出た。

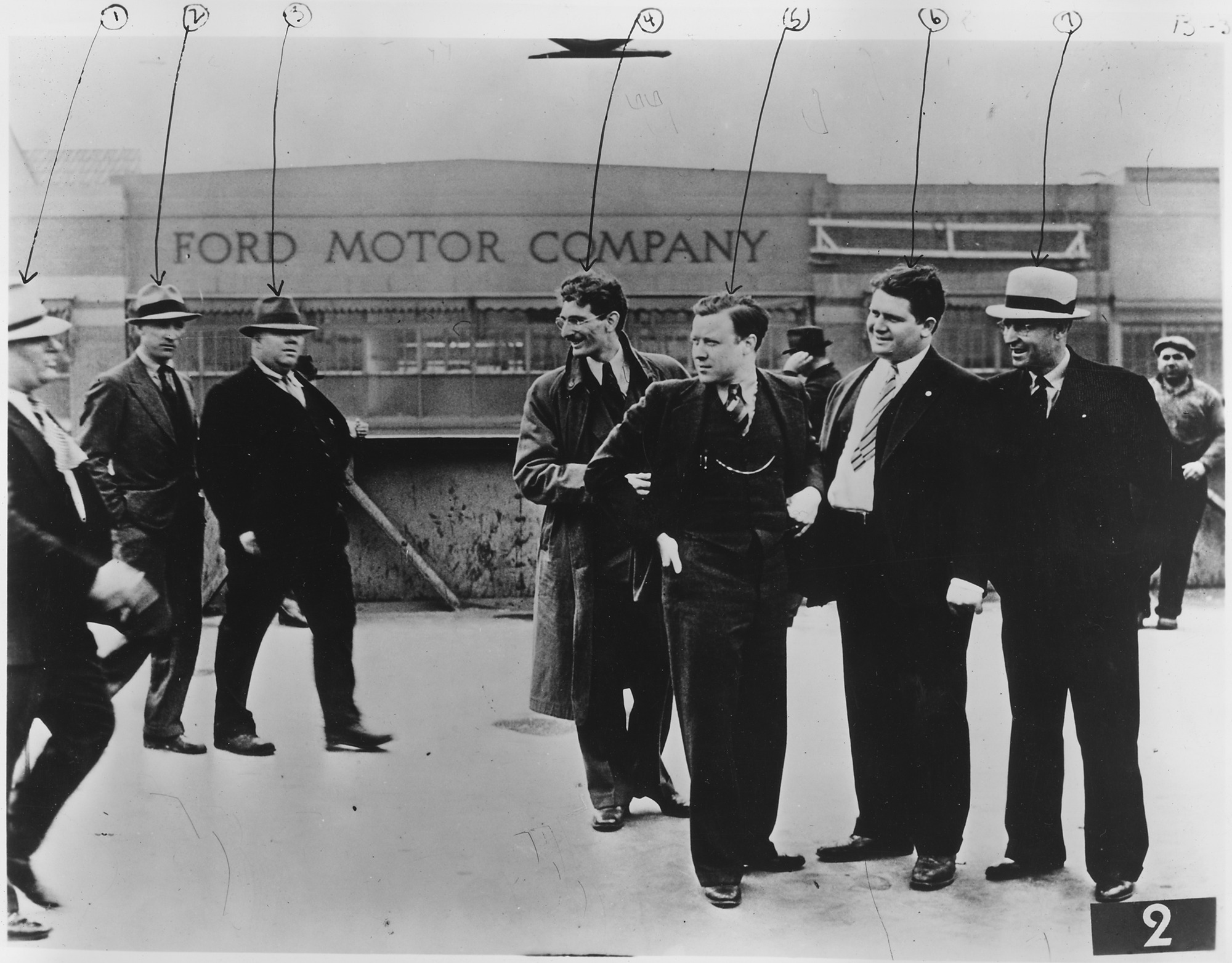
1937年5月26日の陸橋の戦い、左から5人目がウォルター・ルーサー、6人目がリチャード・フランケンシュタイン

クライスラーとの協定締結からわずか1か月の後、ルーサーはディアボーンの市当局から、リバールージュ工場の第4出入り口前の公有地で「フォード主義ではなく組合主義を」と題したビラを配布する許可を得た。彼とその他の3人のUAWの指導者が陸橋の階段をのぼっている最中、彼らはベネットの手下たちに襲撃され、ひどい殴打を受けた。
即座にルーサーは少なくとも12人の男たちに囲み込まれ、頭部や体を殴り蹴られ、4フィートの高さまで地面と平行に抱えあげられて、何度もコンクリートの地面に叩きつけられ、その後3階に相当する階段から投げ落とされ、蹴られた。4人もしくは5人の男たちが、駐車場で彼を殴打し続け、それはビラを配布するために向かっていた組合の女性らを乗せた路面電車が到着するまで続いた。その後、その女性たちに、ならず者たちの激しい攻撃が向けられた。
報道カメラマンたちも襲撃され、カメラは取り上げられた、しかし、1台のカメラが、襲撃者たちの注意を引く事を避けながらオープンカーの中に投げ込まれた。そして、翌日、陸橋の戦いは全国区のニュースになった。
ヘンリー・フォードにとって組合の組織者らに対する暴行は、全国の世論が彼に反感を抱くようになった事から長期的には裏目に出る結果になった。『タイム』誌は、ヘンリー・フォードによって雇われたならず者たちが、男女の組合員らに容赦ない暴行を加えている様子を写した写真を掲載した。仕返しとしてフォードは『タイム』『ライフ』そして『フォーチュン』の各誌への広告の出稿をすべて引き上げた。
それは4年の歳月を費やしたが、1941年、最終的にヘンリー・フォードはUAWとのはじめての協定に署名した。直後、ヘンリー・フォードはルーサーに「ハリー・ベネットがUAWをこの工場に入れた事は、彼の行為の中で最も賢い事のひとつです」と言った。ルーサーは「それはどういう意味でしょう?」と尋ねた。フォードは「ええ、あなたがたはゼネラルモーターズやウォール街の集団と戦ってきました。今、あなたがたはここにいて、私たちはユニオン・ショップと彼らが与えた以上の条件を差し出しました。これであなたがたが私たちの側に来るという事でしょう? 私たちはゼネラルモーターズやウォール街との戦いで共闘できます。そうでしょう?」と答えた。
1950年代、ルーサーとフォードのCEOだったヘンリー・フォード2世はクリーブランドの最新鋭のエンジン工場を視察した。工場内を視察してる最中、フォードは最新鋭の自動組み立て装置を指さしながら、「ウォルター、あなたにはこれらの装置に組合費を払わせる方法があるんですか?」と述べた。ルーサーは即座に「ヘンリー、あなたはこれらの装置にあなたの車をどのようにして買ってもらうんですか?」と後に有名になった返答をした。

### "1日に500機の飛行機"
第二次世界大戦さなかの1940年、アメリカはヒトラーの侵略に抵抗する連合軍に対する支援のため戦闘機を製造していた。生産は緩慢で不十分な状況であり、連合軍の安全は脅威にさらされていた。アメリカはより多く戦闘機を生産するため、製造工場を新たに建設する事を計画していた。その計画によれば、生産が開始されるまでに2年の歳月を必要としていた。連合国にはそのような時間の余裕はなかった。その応答としてルーサーは「自動車産業の遊休の生産能力を振り向け、1日500機の飛行機が生産可能な大きな航空機生産拠点」とする事を発案した。労働者たちの支援を取り付けた後、ルーサーは1940年のクリスマスの直前、『ルーサーの計画、1日500機の飛行機』を公にした。1940年12月28日、全国に向けたラジオ放送で、彼は次のように述べた。
この計画を受領してから1週間が過ぎた1940年12月30日、ルーズベルト大統領は軍需生産委員会委員長のウィリアム・S・クヌードセンに宛てた書簡の中で「この（ルーサー）計画には十分な検討を払う価値がある」と書いた。さらに3日後の1941年1月2日、ルーサーはホワイトハウスでルーズベルト大統領と面会し、彼の計画である1日500機の飛行機の生産を実現させる方策について、意見を交わした。

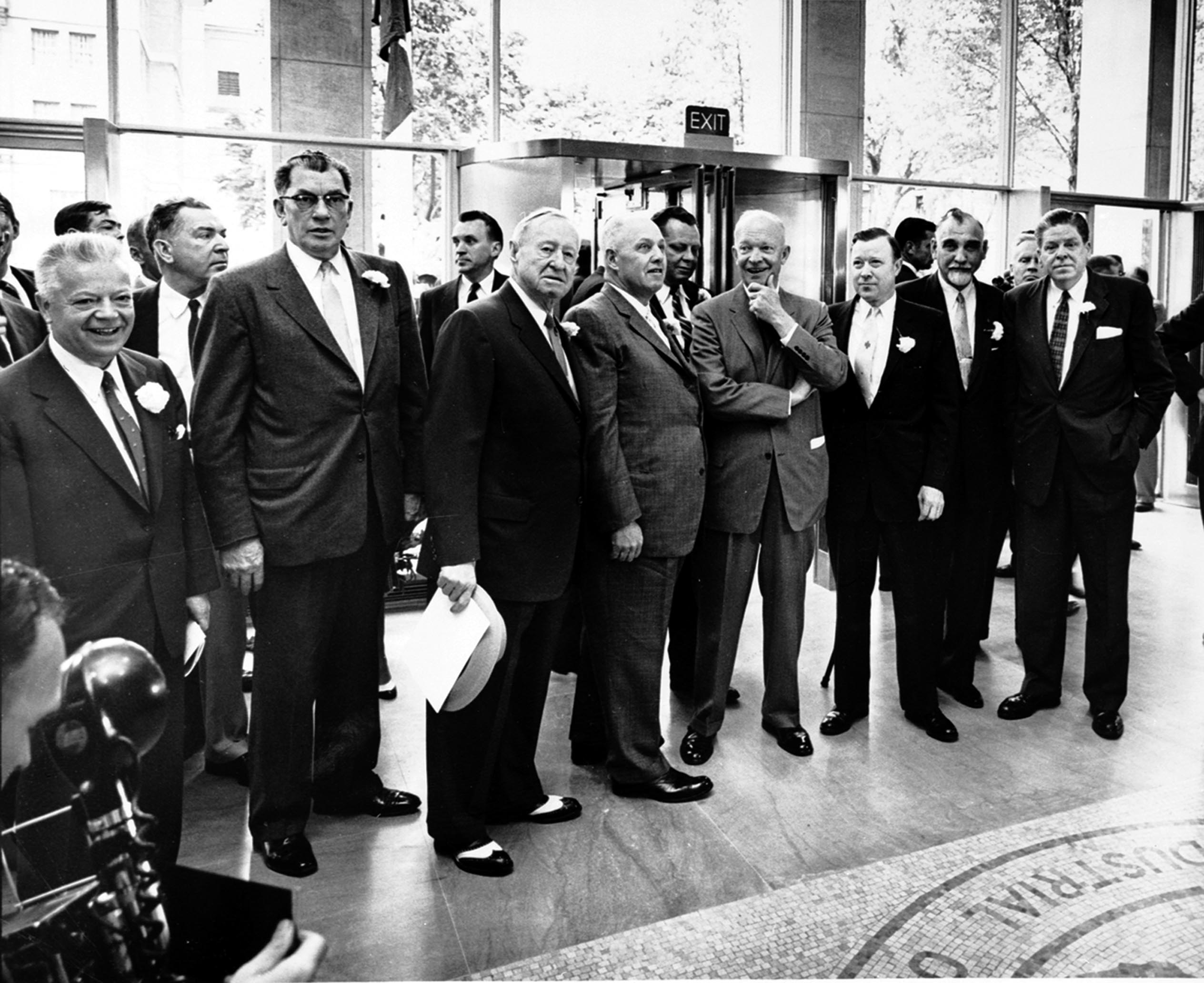
ドワイト・アイゼンハワー大統領や他の労働運動指導者と共にAFL-CIOビルディングの竣工式に参列するルーサー

ゼネラルモーターズ、フォード、クライスラーのすべてがルーサーの計画に反対の立場をとった。なぜならば彼らは政府に対し、戦争が終わった後、彼らに格安で払い下げられるような新たな飛行機や戦車の工場の建設を要望していたからである。また、彼らは経営側の専権事項とあると見なしていた生産に関する案件に、大胆にも労働者が口を挟むという行為にも不快感を示した。ゼネラルモーターズ会長のアルフレッド・スローンは、この案について「自動車工場の設備のうち、特殊な防衛装備の生産に振り向けられるのは、せいぜい10パーセントから15パーセント程度に過ぎません」と述べて嘲った。
真珠湾攻撃の後、ルーサーの提案の多くは採用された。大量の飛行機や戦車がデトロイトの自動車工場によって生産される事で、民主主義の兵器廠の中心として知られるようになり、それこそが連合国の戦勝における決定的な優位になった。1943年、クライスラーの社長のK・T・ケラーは彼の会社の生産設備の89パーセントを軍需生産に振り向けたと発表すると、『ワシントン・ポスト』紙の発行者であるフィル・グラハムはルーサーの提案の89パーセントが正しかった事を意味すると述べた。戦争終結時、『フォーチュン』誌は「ルーサーは正しい道を歩んだ。多くの実業家たちが利益や無目的なワシントンの代理人にとらわれていたのに対し、この赤い頭髪の労働運動の指導者は瞬発的な行動力を発揮した。彼は決して手を緩めなかった」と書いた。1953年、アイゼンハワー大統領はルーサーにあてた手紙で「私が最後にCIOの大会で演説したのは、第二次世界大戦中の航空機や戦車、船舶、兵器の供給に果たした皆様のすばらしい功績に感謝するためでした。皆様は自らの仕事に携わって、見事に成し遂げたのです」と書いた。

### 全米自動車労働組合の会長に選出
1945年に戦争が終わった後、ルーサーは、GMに対し新車の価格の引き上げを伴う事なく、労働者の賃金を3割増額させる事を要求するストライキを指導した事によって、彼がそれまでとは違う種類の労働運動指導者である事を証明した。第二次世界大戦の間、労働者の賃金は抑制されており、インフレを伴わない賃上げの実現こそがルーサーの狙いだった。歴史的には、労働者が賃上げを勝ち取った際、企業側はその費用を彼らの顧客たちに転嫁してきた。賃上げを拒んだGMに対する113日間におよぶストライキを経て、時給あたり18.5セントの賃上げで、両者は合意した。このストライキで示されたルーサーの大胆な団体交渉の指導力により、彼は組合の頂点の地位に上り詰める事になった。

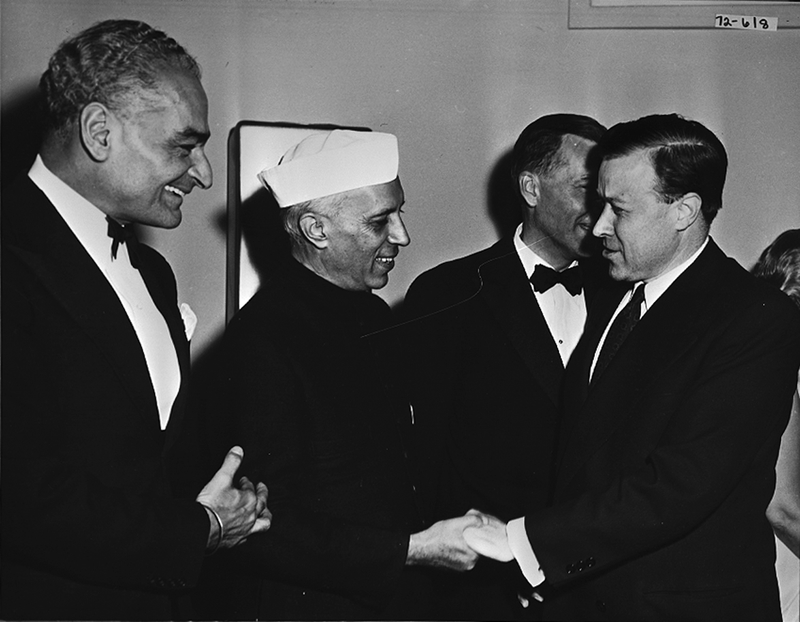
1949年10月、インドのジャワハルラール・ネルー首相と面会するウォルター・ルーサー

1946年3月27日、ルーサーは激しく競り合った選挙戦の末、約9,000票のうちわずか124票の僅差で現職のR・J・トーマス会長を破って勝利、新たなUAWの会長に選出された。新たなUAWの会長は「広範な一般市民の福祉のために戦う事を理念に掲げる労働運動」という目標を示した。彼の会長としてのはじめての行為のひとつは黒人のボウラーを受け入れていなかったアメリカン・ボウリング・リーグに統合を求める闘争だった。彼は「社会改革のための手段」として労働運動を展望する新たな種類の指導者だった。

#### 給与
より規模の小さな労働組合の会長たちが、彼の3倍から4倍の報酬を受け取っていたにも関わらず、ルーサーは意識的に自らの給与を安く抑える事でUAEの組合員たちとの関係を維持し、連帯を示した。ルーサーの年収が31,000ドルを超えた事はなかった。作家のデイヴィッド・ハルバースタムは、「彼の人生は物質的な成功を求める物ではなかった。組合の成果の継続こそが十分な報酬を意味した」と書いた。

### 労働者組織から共産主義者を追放

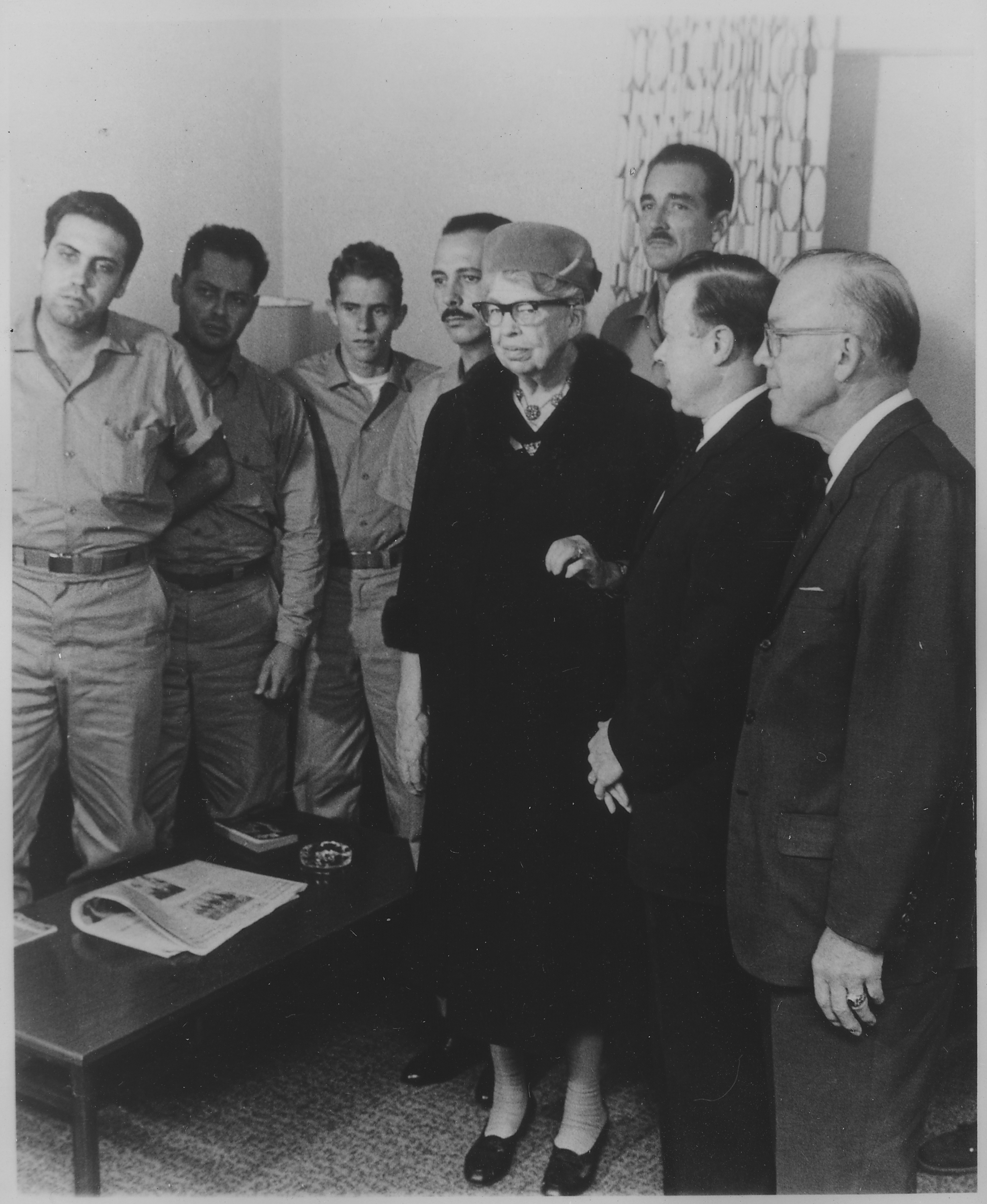
エレノア・ルーズベルト、ウォルター・ルーサー、ミルトン・アイゼンハワーをはじめとするキューバ捕虜交換交渉代表団、ワシントンD・C

ルーサーが選出されてから18か月後、UAWの内部で激烈な権力闘争が起こった。UAWの執行部の3分の2の多数派を、R・J・トーマスの支援者である共産主義者たちが占めていたためである。ひとりの観察者は「共産主義者たちはハンマーと鎌以外のすべてをウォルターに投げつけた」と書いた。続いて、1947年11月に開かれたUAWの全国大会で、ルーサーは圧倒的な勝利をおさめ、組合指導部における共産主義者の影響力が著しく低下した。『ライフ』誌はルーサーの勝利を「アメリカの労働運動の歴史における共産主義者たちの最大の敗北」と報じた。

### アメリカ産業別組合会議 (CIO) 議長
1952年、ルーサーはCIOの議長に就任し、それが1955年にAFLと合併するまでの間その地位にあったが、UAWの長は彼が没した1970年まで在任し続けた。ルーサーはCIO議長として、CIO内部の共産主義者が支配的地位にある組合から役員を除く事を求め、ヒューバート・H・ハンフリーは、「わが国におけるすべての民主制度の持続にとって、共産主義者のCIOへの侵入はあからさまな脅威だった。CIOの共産党に対する勝利は、私たちの国にとっても重要な勝利だった」と書いた。これに反応したのは、ソ連の新聞である『トルード』紙で、ルーサーは「裏切者のスト破り」であり、全米商工会議所のお気に入りと呼んだ。共和党はルーサーの事を「共産主義者でアメリカで最も危険な男」呼ばわりした。共産主義者を労働運動から除外するよう努めたにも関わらず、連邦捜査局（FBI）長官のジョン・エドガー・フーヴァーは、以前にルーサーがロシアで働いていた経験があり、かつて共産主義者との関係があった事から、共産主義者ではないかという疑念を払拭する事はなかった。
1959年、ルーサーは国務省からの要請により、アメリカを訪問していたソ連のニキータ・フルシチョフ首相と会談した。彼らはとりわけ資本主義と共産主義の比較、労働組織、そして米ソ関係について議論した。サンフラシンスコで行われた会談は国際的な報道の一面を飾った。

### 団体交渉

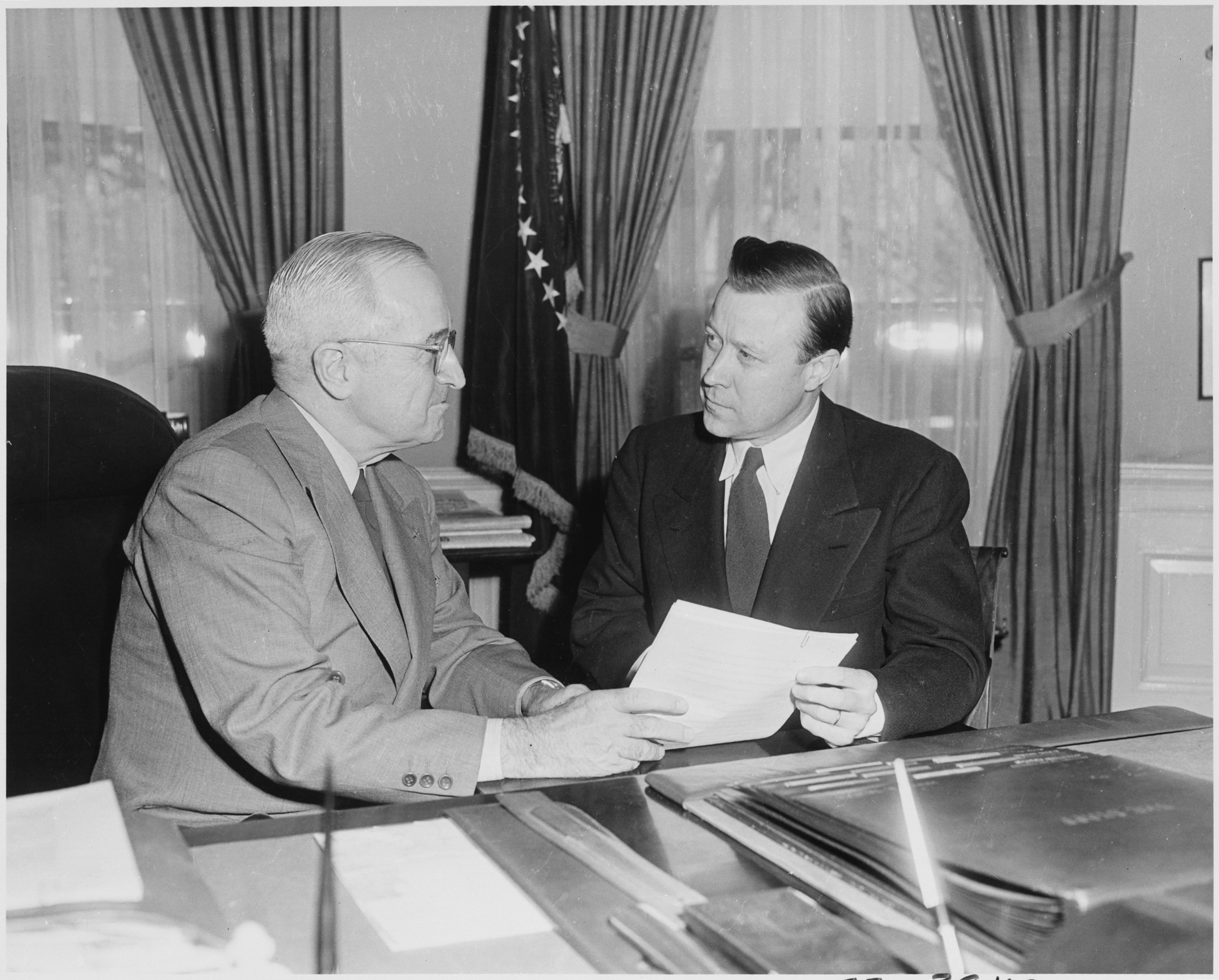
1952年、オーバル・オフィスでトルーマン大統領と面会するウォルター・ルーサー

UAW会長としてのルーサーは、自動車労働者にとって先例のない生活水準の上昇を伴う契約をめぐる交渉を行った。その上昇の中には、生産性の上昇に伴う定期昇給制度、生活費の上昇に伴う賃上げ、失業補償の割り増し、選択的早期退職、医療や福祉の手当てが含まれた。
彼はゼネラルモーターズ、フォード・モーターそしてクライスラーからなるビッグスリーの自動車会社に対抗する手段として、「パターン・バーゲニング」と呼ばれる戦略を用いた。最初に、彼の交渉目標を受諾する可能性が一番高そうな企業を標的に選んだ。標的とされた企業が歩み寄りを拒んだ場合、ルーサーは競合する他社の生産を中断させずに標的とされた企業の工場のみでストライキを行う事を予告して威嚇した。その結果、標的となった企業は、競合する他社に売り上げや市場占有率を奪われる事を防ぐため、ルーサーの要求を受け入れざるを得なくなった。彼ははじめての合意を取り付けた後、その条件を反復して他の自動車会社に対して要求した上で、はじめての標的企業が合意した条件と同じ条件を受け入れない場合、ストライキをちらつかせた。ルーサーは、自動車会社同士を互いに競争させ、労働側の利益を最大化し、コストのかさむストライキを減らすための手段としてパターン・バーゲニングを用いた。

## 思想、積極行動主義そして政治に対する姿勢

### 平和部隊
1950年、ルーサーは『全面的な平和攻勢のための提案』と題した論説において、人道支援や開発の援助のためにアメリカの若者たちを世界の各地に派遣する任意団体を国家が創設する事を提唱した。その後、1950年代を通じてルーサーは次のような趣旨の演説を繰り返した。
1960年民主党全国大会が終わった後の1960年8月、ウォルター・ルーサーは、ケネディの政策綱領や将来の政権人事について協議するために、ハイアニスポートのケネディ・コンパウンドに滞在していたジョン・F・ケネディを訪ねた。その席でルーサーは、ケネディが後に平和部隊となる公的機関を創立する案を飲ませた。ルーサーの指導力のもとにある全米自動車労働組合は、その年の夏の早い時期、発展途上国に派遣される「青年平和部隊」の創設を含んだ政策綱領をまとめ上げていた。その後、ルーサーが熱心に促した事で、1960年10月14日の深夜にミシガン大学で行われた演説で、ジョン・F・ケネディは、その種の組織に関する構想を披露した。

### 公民権運動にまつわる活動

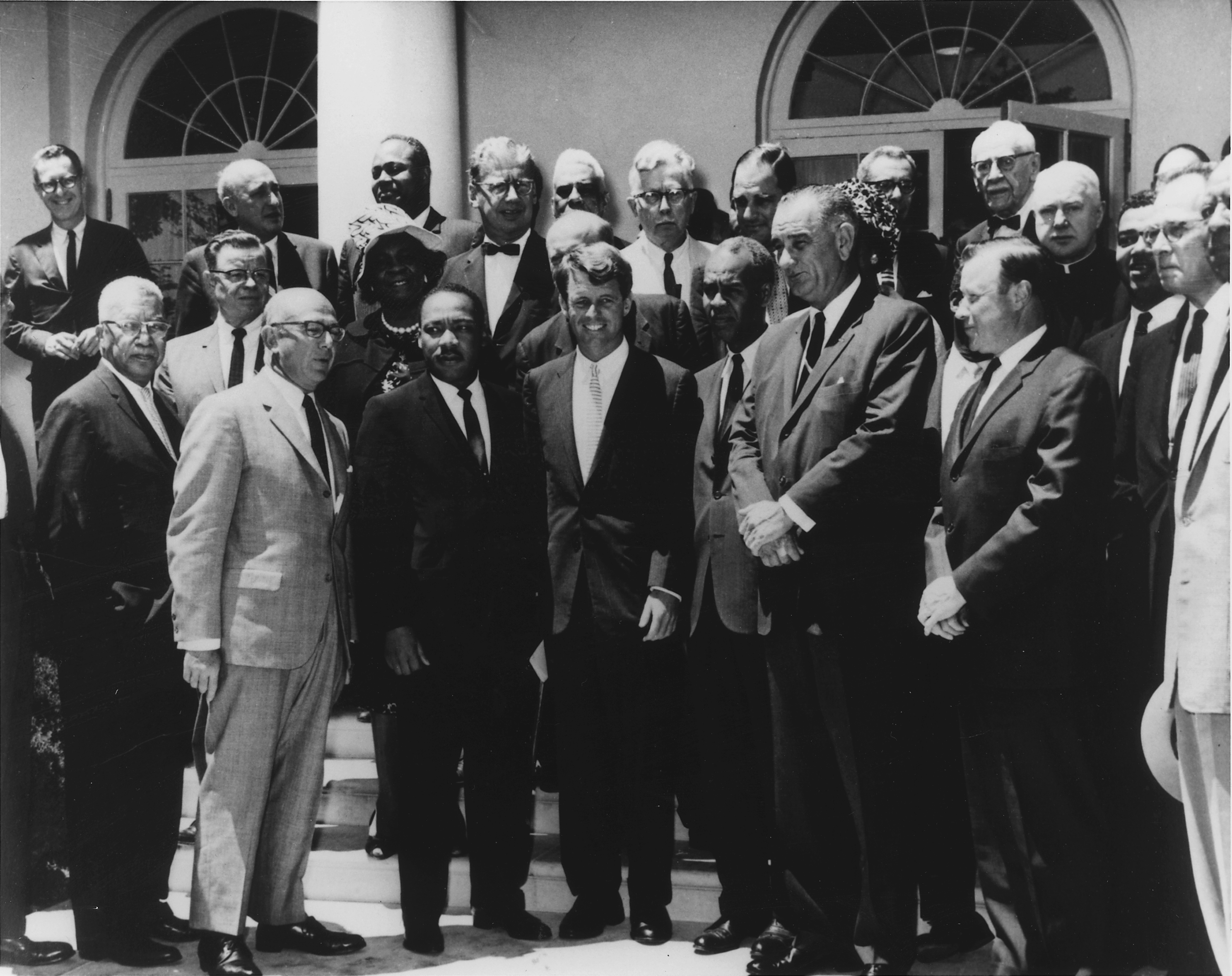
1963年6月22日、ジョンソン副大統領、ロバート・ケネディ司法長官と公民権運動の指導者たち

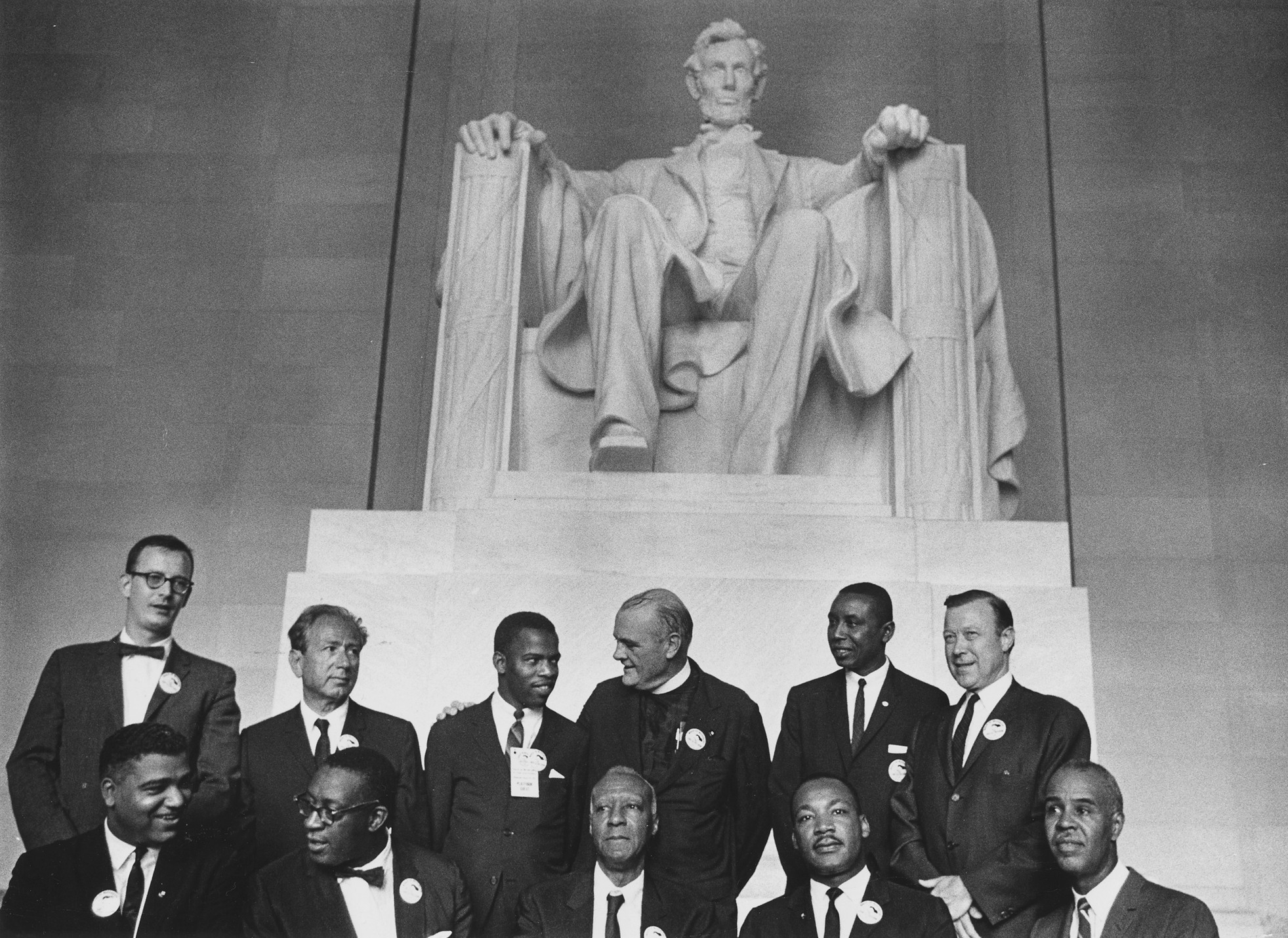
1963年8月28日、エイブラハム・リンカーン像の前に立つワシントン大行進の指導者たち

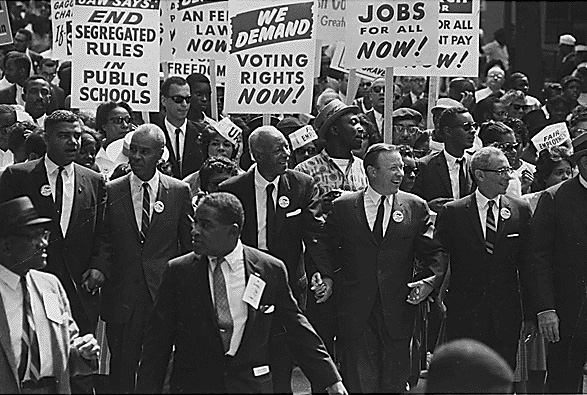
1963年8月28日、ワシントン大行進の指導者たち

ルーサーは公民権運動の強力な支援者だった。彼はマーティン・ルーサー・キング・ジュニアと一緒に、セルマ、バーミングハム、モンゴメリー、そしてジャクソンで行進し、そしてキングと仲間たちが、アラバマ州バーミングハムで投獄され、キングが著名な『バーミングハム刑務所からの手紙』を書いた際、ルーサーは抗議者たちを釈放させるために16万ドルを用立てた。また、彼は1963年8月28日に行われたワシントン大行進の組織化や資金面の援助に当たり、キングによる歴史的な演説である『I Have a Dream』の直前に、リンカーン記念堂の階段で演説した。彼は全米黒人地位向上協会（NAACP）の理事を務めた。彼の指導の下、1954年にUAWは7万5,000ドルを寄付して、サーグッド・マーシャルが指導に当たったブラウン対教育委員会裁判におけるNAACPの活動を支援した。キングによれば、1957年、ルーサーはすべての地域支部に手紙を送って、ワシントンD.C.で行われる自由のための祈りの巡礼への参加と資金面の支援を組合員に求めた。UAW創立25周年を記念してキングはルーサーに手紙を書き、その中で彼の成功を祝福して次のように述べた。
1930年代のはじめ、現在のウェイン州立大学の学生だったルーサーは人種差別に対し、はじめて異議を唱えた。学生に水泳プールを使う事を認める契約を大学と結んでいた地元ホテルが、黒人の利用を拒んだ際、ピケッティングを組織した。区画は抗議の群れによって取り囲まれた。その結果、ホテルはすべての学生をプールから締め出した。2013年、『ニューヨーク・タイムズ』紙によるインタビューの中で、バラク・オバマ大統領は次のように述べた。

#### 自由への行進、1963年
1963年6月23日にミシガン州のデトロイトで行われた自由への行進は、公民権運動の大掛かりな集団デモ行進だった。このデモの意図は人種差別、人種隔離、南部における公民権活動家に対して行われた虐待、そして、北部のアフリカ系アメリカ人が雇用、賃金、教育、住宅などの数々の面において晒されていた差別に抗議する事だった。このデモは2か月後に行われる事が決まっていたワシントン大行進の事前演習と捉えられていた。推定で12万5,000人が参加したそのデモは、その時点では国家の歴史上で最大規模の公民権デモだった。ルーサーは抗議活動に対する支援を動員し、マーティン・ルーサー・キング・ジュニアがデモを組織するため、UAW本部であるソリダリティ・ハウスの事務が行われる空間を解放した。ルーサーはキングを含む他の人々と共にウッドワード・アヴェニューを行進した後、コボ・ホールで演説をした。そこでキングは『I Have a Dream』を最初の版で演説したが、この演説の最低でも一部分は、ソリダリティ・ハウスの彼の事務所で執筆された物だった。

#### ワシントン大行進、1963年

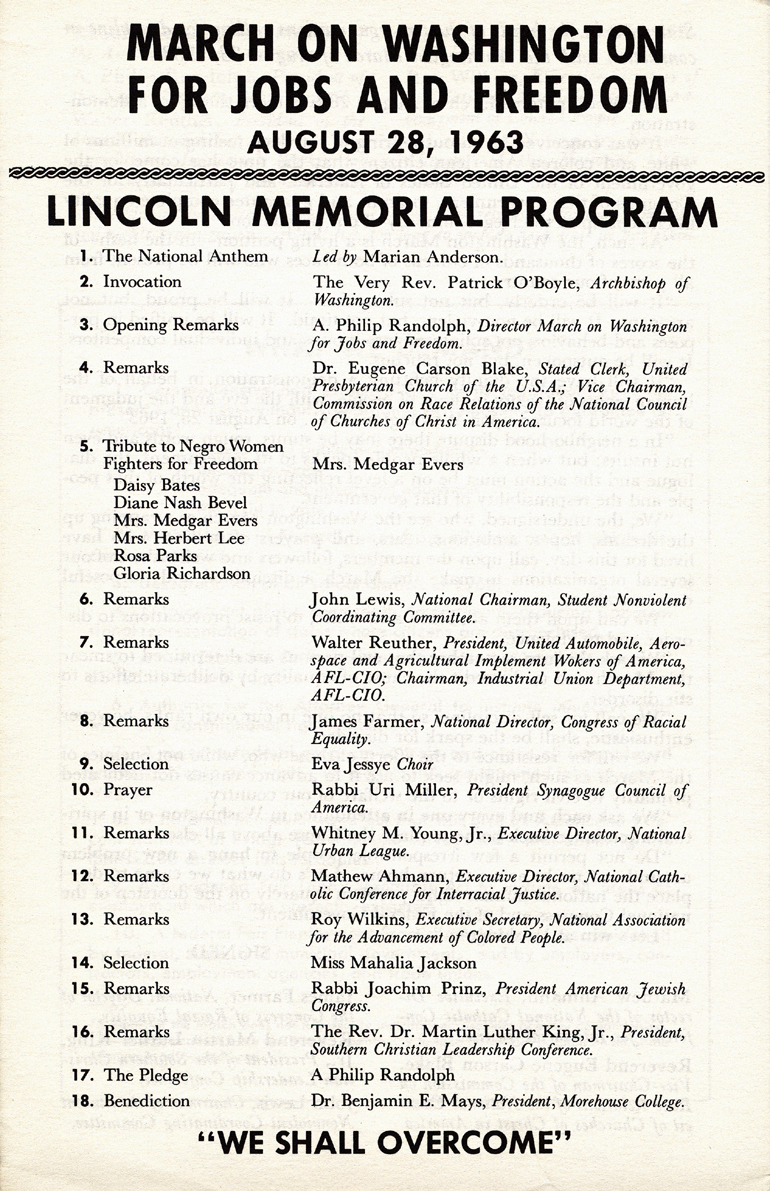
職と自由のためのワシントン行進の公式の式次第

1963年8月28日の水曜日、ワシントンD.C.において職と自由のためのワシントン行進が開催された。この抗議活動の意図はアフリカ系アメリカ人の公民権と経済的な権利を主張する事にあった。ルーサーはビッグ・シックスや3人の白人の宗教指導者と共にこの行進の組織化を援助した。はじめの計画では行進は連邦議事堂の前で行われるはずだった。しかし、ルーサーは、他の組織者たちを説き伏せて、行進の場所をリンカーン記念堂に変えさせた。彼はリンカーン記念堂ならば、議会にとっての脅威にはなりえず、エイブラハム・リンカーン像を背にする事により、より顕著な象徴性を帯びると信じた。バイヤード・ラスティンをはじめとする組織委員会は、ナショナル・モール全体に演説者やミュージシャンが発する音が届くようにするための音響機器を導入する予算である、1万9,000ドルをルーサーが負担する事を条件として会場を変更する事に同意した。ルーサーとUAWは5,000人の一般の組合員のバス運賃を負担し、これはひとつの組織としては最大の参加者の動員となった。また、UAWは行進の参加者が掲げる何千ものプラカードを制作する予算も負担した、プラカードには次のようなスローガンが書かれていた。「自由への道に妥協点は存在しない」、「即座に平等な権利と職を」、「UAWは自由への行進を支援する」、「私たちは自由の中に生まれ、私たちは自由の中で生きねばならない」、そして「私たちは奴隷にされる前に、私たちは自らの墓に葬られる」
ルーサーは式次第の中で演説が予定されていた、最も有名な白人の行進組織者だった。彼はリンカーン記念堂の階段で行ったアメリカ人に対し、人種的な不公正について彼らの政治家にプレッシャーをかける事を促す演説の中で次のように述べた。
アーヴィング・ブルーストーンによれば、ルーサーが演説をしている間、演壇の近くにいたふたりの黒人の女性たちの会話を聞いたという。ひとりが「あの白人男性は誰?」
と問うと、もうひとりが「あなたは彼を知らないの? あれは白人のマーティン・ルーサー・キングよ」と答えたという。
行進が終わった後、公民権運動の指導者たちは公民権法について協議するためホワイトハウスでケネディ大統領に面会した。協議の間、ルーサーは、デトロイトの実業界の指導者たちに対し彼がどのようにして公民権法を提示しているかについてケネディに次のように説明した。「見て下さい。あなたはこの問題から逃げられません。そして、それを解決する方法は理性か暴動かの二択です」続けてルーサーは「今、これがきっかけで起こる内戦はゲティスバーグで戦われる事はありません。それはあなたの裏庭、工場、子供たちが育つ場所で戦われる事になるのです」と述べた。

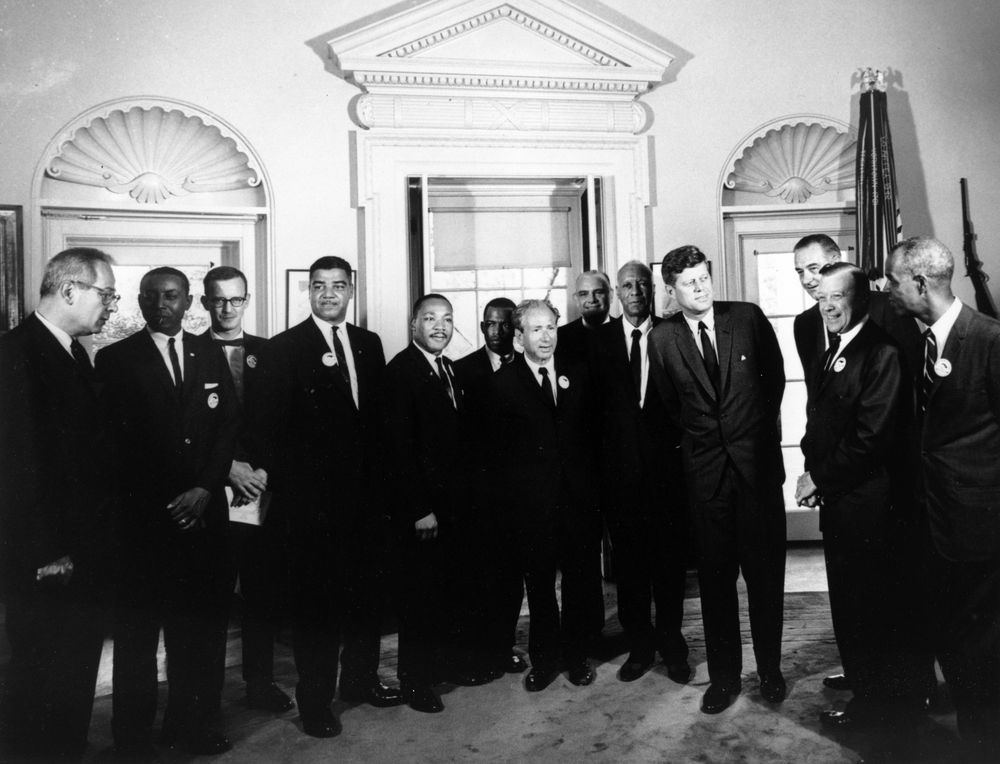
1963年8月28日、ホワイトハウスでワシントン大行進の組織者たちと面会するケネディとジョンソン

#### セルマの投票権運動と「血の日曜日事件」、1965年
アラバマ州セルマのエドマンド・ペタス橋の上で公民権運動の参加者が、州警察に殴りつけられた血の日曜日事件から2日後の1965年3月9日、ルーサーはジョンソン大統領に次のような電報を送った。
3月15日、ユニテリアン・ユニヴァーサリズムの牧師であるジェームズ・リーブの死を受けた追悼礼拝が、ブラウン・チャペルA・M・E教会で行われた。会衆で満たされた追悼礼拝でルーサー、キング、複数の聖職者らを含む人々が式辞を述べた。リーブの追悼礼拝に参列するためセルマに集結したキング、ルーサー、在米国ギリシャ正教会のヤコボス大主教の写真は、1965年3月26日の『ライフ』誌の表紙に掲載された。追悼礼拝が終わった後、裁判所からの許可を受けて、指導者と参列者たちは教会からセルマのダラス郡裁判所まで行進した。

#### セサール・チャベスと全米農業労働者組合、1965年
1965年12月、ルーサーはカリフォルニア州デラノにセサール・チャベスとストライキ中だったぶどうの栽培者たちを訪ねた。その2か月前にルーサーの弟であり仕事仲間でもあったロイが、ストライキをしていた農業労働者たちを訪ねていた。訪問先から戻ったロイはウォルターにチャベスを支援するよう強く求めた。その時点で、チャベスによる労働者の権利を求める闘争は、アメリカの一般民衆に、ほとんど認知されていなかったが、ルーサーの訪問によって全国的なメディアの注目の的になった事により、農場主たちはぶどうを摘む労働者たちの声を無視し続ける事が困難になった。訪問中のルーサーは「Huelga」(スペイン語でストライキを意味する)と書かれたピケのプラカードを掲げながら、チェベスや仲間のスト労働者たちと共に行進した。また、ルーサーは満員となった組合会館での演説で「これはあなたがたのストライキではありません。これは私たちのストライキです!」と宣言した。彼はストライキが続く間、UAWが全米農業労働者組合のストライキ基金に毎月7,500ドルを提供する事を保証した。
デトロイトに帰ったルーサーは、上院の労働委員会の一員だったロバート・ケネディ上院議員に接触して、ケネディがデラノのチャベスを訪ねて、農業労働者の実情を知り支援するよう求めた。これに応えたケネディは結果的に農業労働者運動のもっとも人目を引く支援者になった。ルーサーは何度にもわたってチャベスのもとを訪れ、その中に含まれる一度の訪問はチャベスがハンガー・ストライキをしていた時だった。その訪問の際、ルーサーはチャベスの闘争に対して、5万ドルの寄付を申し出、それに対しチャベスは「ウォルター、あなたは私に大きな自信をくれました」と礼を述べた。それに対しルーサーは「あなたの大義は正義です。必ずや勝利をおさめるでしょう」と答えた。ルーサー兄弟による早期からの支援の継続を賞賛して、全米農業労働者組合はデラノの本部ビルを「ロイ・ルーサー管理ビルディング」と命名した。

#### 恐怖に抗する行進、1966年
人種隔離政策をとっていたミシシッピ大学にアフリカ系アメリカ人としてはじめて入学した公民権運動家のジェームズ・メレディスが銃撃された際、ルーサーは妻のメイと一緒にシカゴからミシシッピ州ジャクソンに赴き、キングとその妻コレッタやその他の公民権運動家たちと共に行進した。ルーサーは組合の支援者を10台のバスに満載して連れて来ていた。

#### メンフィス清掃労働者ストライキ、1968年
キングが暗殺された4日後の4月8日、ルーサーはコレッタ・スコット・キングたちと共にテネシー州メンフィスを行進して、町の清掃労働者のストライキが平和的な解決をみるために支援した。加えてルーサーは、ストライキを決行している清掃労働者たちにUAWから5万ドルの寄付を寄せたが、これは外部からの寄付としては最高の金額だった。

### 環境主義
ルーサーは社会的、生態学的、美的、そして資源保護の問題に取り組む目的で、すべての社会階層から成り立つ環境運動を築き上げる事を目標とした。1965年、UAWは「清潔な水のための統一行動会議」を組織、そこでルーサーは「大規模に市民を動員し... 清潔な水に止まらない、大気、道路、ごみ処分場、スラムの浄化を目的とし、さらには、自由な人々に適した創造的な環境の構築を目的とした民衆的な運動を開始」する事を提唱した。アースデイが創設される3年前の1967年、ルーサーは自動車の排気ガスを含む公害との戦いの一環として、後にオルガ・マダーが率いた、環境保護および資源開発局を設置した。1968年、ルーサーは水質汚染防止同盟の年次総会において、「もし、私たちが河川や大気を汚染する事で、生活環境の破壊を続けたなら... 私たちは社会的無関心や放置による物質的な豊かさの無駄の中で、首を絞められ窒息する、人類史上はじめての文明になるかも知れません」と述べた。1970年、アトランティックシティで開催されたUAWの年次総会において、ルーサーは「長年にわたり、産業界は私たちが働く工場の環境を汚染し続け、今では私たちの地域社会に破滅的な規模の環境破壊を引き起こしている状況から、UAWはこの危機の意味を交渉の席において議論する事を提案します」と述べた。

#### アースデイ
1970年、ルーサーは一度目のアースデイへのはじめての支援として、2,000ドルを寄付した。また、ルーサーの指導下でUAWは組織者たちがアメリカ全土を通じて、連絡を取り合い、協議するための電話機能の整備のための資金を用立てた。また、UAWは一度目のアースデイに向けたすべての文書やその他の資料にまつわる資金を用立て、印刷や発送を担い、組合員らを全国を横断して開催される公衆デモに動員した 。一度目のアースデイの全国首席幹事だったデニス・ヘイズは、「UAWははじめてのアースデイにおける最大の貢献者でした」「UAWの存在がなかったら、はじめてのアースデイは失敗だったでしょう!」と述べた。さらにヘイズは「私たちのはじめての記者会見にルーサーが立ち会った事で、報道の力学が完全に逆転して私たちは即座に信頼を得られたのです」と述べた。はじめてのアースデイの1か月後にルーサーが没した後、はじめてのアースデイを組織した主要組織である環境問題行動委員会の組織者たちは、アースデイで行われた演説をまとめた書籍をルーサーに献呈し、その中で「平和。正義、快適な空間を求める運動の友人にして同志のウォルター・ルーサーに、私たちは讃辞を送ります。私たちは彼の勇気と先進性に感銘を受けており、彼が私どもに寄せてくれた援助に深謝します」と述べた。

#### レッドウッド国立公園
レッドウッド国立公園の設立を支援していたルーサーは、1966年、ジョンソン大統領にあてて次のように書いた。
ジョンソン大統領はルーサーに向けて返信を書き、その中で、彼の政権は火の中や水の中を潜ろうとも、レッドウッド国立公園を設立する意向であると述べた。

### 議事妨害
1957年、ルーサーは、全米黒人地位向上協会（NAACP）の年次大会における演説の中で、アメリカ合衆国上院を「公民権法案の墓場」と呼び、上院における議事妨害の廃止を呼びかけた。

## 暗殺の試み
1938年4月、ルーサーが主催していたパーティーの席に、2人の銃を持つ覆面姿の男たちが押し入ってルーサーを誘拐しようとした。しかし、客のひとりが逃げ出して警察に通報した結果、犯人たちは逮捕された。裁判において弁護側はこの事件そのものが、売名を目的にしたルーサーによる演出であると主張した。陪審員たちに、侵入犯とUAWの敵対者で労組潰しに当たっていたハリー・ベネットとの関係は明示されなかった。

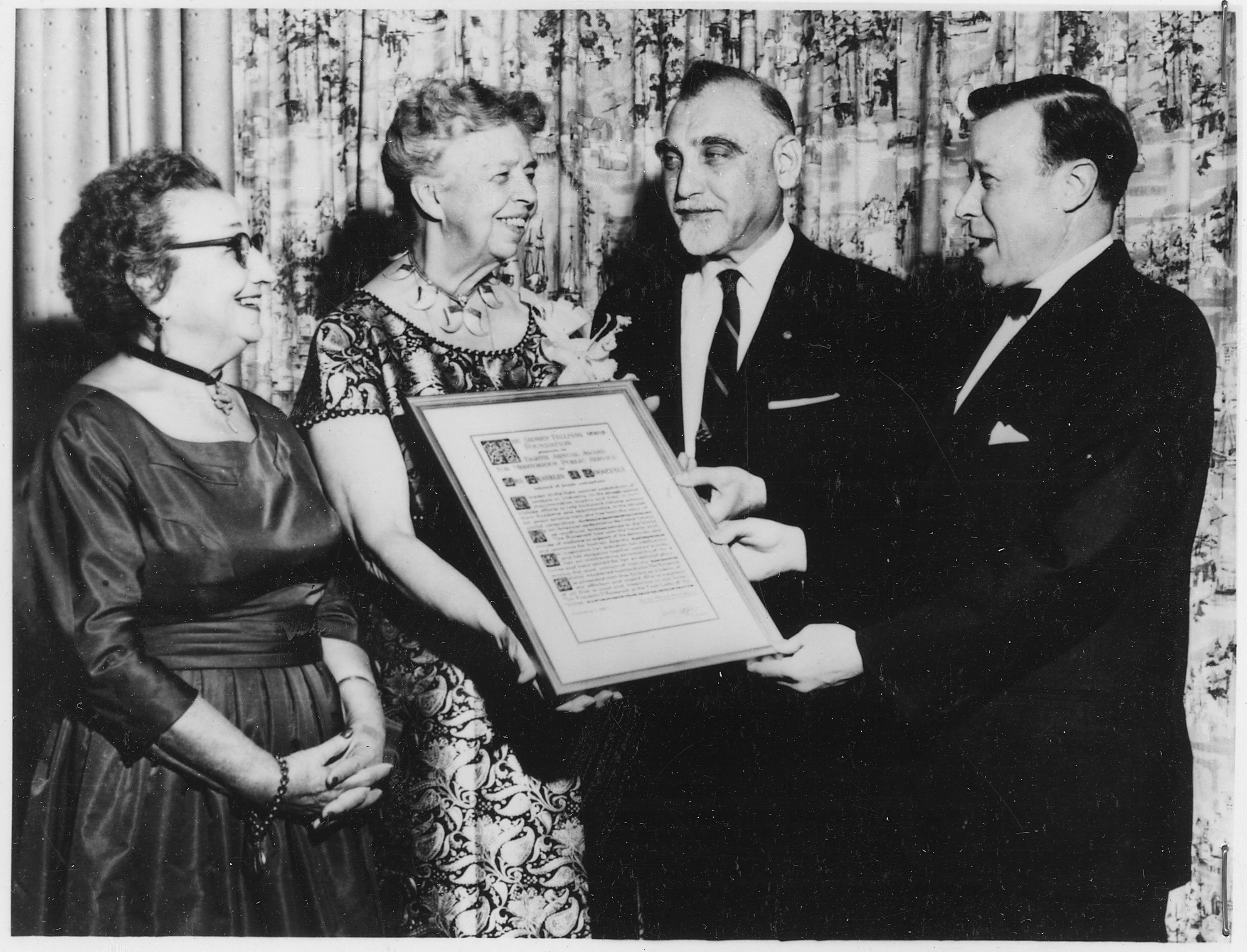
1957年1月7日、ニューヨークで左からベシー・ヒルマン、エレノア・ルーズベルト、ヤコブ・ポトフスキー、そしてウォルター・ルーサー

1948年4月20日の夜更け、ルーサーは彼の夜食を準備していた時に、二連式散弾銃から発射されて、彼の台所の窓を貫通した銃撃から辛くも生き延びた。東部標準時（EST）の午後9時48分に銃撃された瞬間、ルーサーはたまたま彼の妻の方を向いており、銃弾は胸や心臓ではなく右腕に命中した。4発の散弾により、彼の右腕の骨は150個の骨片になるまで打ち砕かれた。別の銃弾は彼の背中から腹を貫通した。襲撃者は「明るい赤のフォードの4ドアセダンで逃走したと警察は発表した。」 意識を失っていなかったルーサーは、台所に横たわって隣の家に住む医師による応急手当を受けている時に、襲撃者を「あれらはあばずれの汚れた息子だ!」「奴らは表で正々堂々と戦おうとせず、背中を撃つんだ」と叫んだ 。医師団が彼の命を救うために尽力したが、輸血によってマラリアと肝炎に感染した。彼は数か月のリハビリによって、右腕の機能が部分的に回復したものの、残りの彼の人生を送るために、左手で字を書き、握手をする練習が必要になった。トム・C・クラーク司法長官が、ジョン・エドガー・フーヴァーに対し、この銃撃事件の捜査にFBIを投入するよう求めた所、フーヴァーは「黒人の女性の強姦事件が起こるたびにFBIを出動させる訳には行きません」と述べて拒んだ。この銃撃事件は未解決のままとなった。
銃撃事件から13か月後、ルーサーの弟のヴィクターが同じように二連式の散弾銃からの銃撃によって、瀕死の重体になった。彼の居間の窓を貫通した銃弾は、彼の顔面、喉、胸に命中した。撃ち抜かれたヴィクターの右目の眼球は摘出する事を余儀なくされた。ヴィクターは「私への銃撃は『我々はまだおまえを片付られないが、我々はまだ周りにいる』というウォルターへの警告のつもりでしょう」と述べた。ヴィクターの銃撃事件もまた未解決のままだった。
二度の銃撃事件を受けてエレノア・ルーズベルトは、「警察がウォルター・ルーサーを銃撃した人物を特定できずにいるとは考えられない事です。おそらくはそれが理由で同一人物がもうひとりの弟を撃てると踏んだのでしょう… 私たちには彼らの同胞のために働く事に興味を抱く男たちを守る権利があります」と書いた。

## 最期

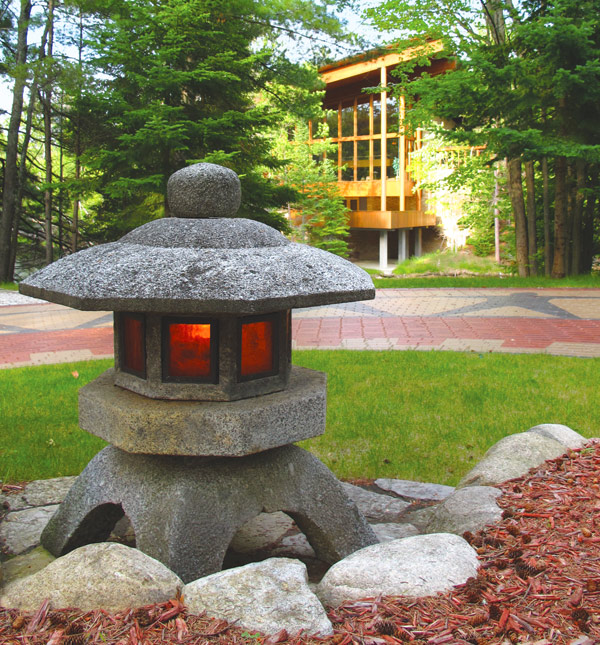
ミシガン州北部のUAWブラックレイク・コンファレンスセンターにあるウォルターとメイ・ルーサー夫妻を称える永遠の炎

1970年5月9日、東部標準時の午後9時33分、ウォルター・ルーサー、彼の妻のメイ、建築家のオスカー・ストロノフ、ルーサーの警護に当たっていたウィリアム・ウルフマン、機長のジョージ・O・エヴァンス、副操縦士のジョセフ・U・カラッファを乗せたリアジェット23のチャーター機が墜落、炎上して搭乗者全員が死亡した。デトロイトから飛んで来た飛行機は、UAWの研修・保養関連の施設があるブラックレイクから近いペルストンのペルストン地域空港に着陸するため、雨と霧の中、最終進入に当たっていた。国家運輸安全委員会の調査の結果、飛行機の高度計の部品が欠け、複数の箇所にわたって誤った部品が取り付けられ、ある部品は逆に取り付けられていた事が判明した。その結果、ルーサーが殺害された可能性があると憶測する者もいた。それ以前にもルーサーは2度にわたって暗殺されかかり、前年の1969年には搭乗していた小型機が、墜落寸前に陥るという似たような事件があった。
ジャーナリストのマイケル・パレンティは、「ルーサーの死亡は、ジョン・F・ケネディ大統領、マルコム・X、マーティン・ルーサー・キング、ロバート・ケネディ上院議員という4人の国家的人士の死を含む、リベラルで急進的な指導力を切捨てる動きの一環のようだ」と書いた。

### 葬儀
1970年5月15日、ルーサーの葬儀はミシガン州デトロイトにあるフォード・オーディトリアムで行われた。葬儀には推定で約3,400人が参列した。コレッタ・スコット・キングが次のような弔辞を述べた。

## 私生活

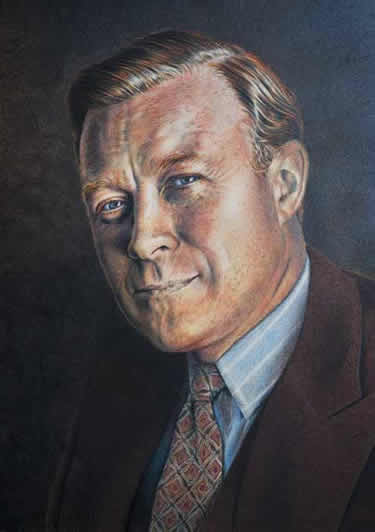
労働省の名誉殿堂に飾られたルーサーの肖像

1936年3月13日、わずか6週間前にデトロイトの路面電車で知り合ったばかりの、ウォルターとメイのルーサー夫妻は結婚した。夫妻の間には1942年に生まれたリンダと1947年に生まれたエリザベスの2人の娘がいる。
ルーサーの生活は簡素かつ厳格な様式だった。彼は人間から元気を奪うと感じていた事から、酒やたばことは無縁だった。彼が事務所でとる日常の昼食は、サンドイッチと1杯の紅茶という判で押したように同じ献立だった。作家のウィリアム・マンチェスターは、ルーサーの同僚らが彼の事を「真の禁欲主義者」と見ていたと書いている。
彼は娯楽として、ハイキングや釣り、そしてテニスをする事を好んだ。彼はドイツ歌曲、クラシック音楽、霊歌そして組合歌といった音楽がお気に入りだった。時として、冗談が通じない堅物であると見られる事もあったが、同僚にして友人のアーヴィング・ブルーストーンは、「それはまったく事実に反しています。彼と共に働き、過ごすのは、大変簡単な事でした。諧謔の感覚がある彼は、みずからを笑う事もできたのです。彼はとても興奮すると工場から退勤する誰もと同じく悪態を放つ事もありました」と述べた。
ルーサーは自然の中で過ごし、働く事を楽しんだ。橋の下にマスのための魚道やメイが彼女たちの寝室から眺められるよう日本庭園を造った時も、彼はミシガン州ロチェスター近郊のペイント・クリークの彼の地所における屋外作業を娯楽として楽しんだ。彼と娘のリサは、ペイント・クリークの彼らの家に50種以上の木々を植樹して、樹木園を作り上げた。彼は木工の達人で、彼らの家の家具の多くは自ら作り上げた物だった。1948年の暗殺未遂事件で、彼の腕の骨が150の骨片にまで粉砕された後、彼は硬いゴルフボールを握りしめたり、ひと部屋しかないコテージを拡張してペイント・クリークの自宅を建てる事でリハビリを行った。彼は「同じ予算で、すばらしい家とすばらしい腕を獲得した」と述べた。
メイはウォルターの公的生活全体を通じて、意見交換の相手であり、親密な助言者だった。教師だったメイは、教員組合の組織化に携わっていた。結婚初期の頃のメイは、週に60ドルあった収入のほとんどを、新興組織だったUAWによる自動車労働者の組織化に関する活動を手助けするためにあてていた。間もなく教職を辞した彼女は週あたりの給料が15ドルという条件で、ウォルターの専任秘書になった。彼女は慈善活動や地域社会の上昇をめざす活動に積極的に加わった。メイはセルマをはじめとする公民権運動における闘いにおいて、ウォルターと共に行進した。彼女はペイント・クリークの彼女たちの家においてエレノア・ルーズベルトの接待に当たった。また、彼女は娘たちの学校のPTAの会長を務めた。1948年に起きたウォルターの暗殺未遂事件の後、メイは彼女たちの2人の娘に可能な限り普通の生活を送らせるために、ほとんどの時間を自宅で過ごすよう努めた。それでも、家族は残りの人生を、護衛や番犬と共に過ごす事を余儀なくされた。

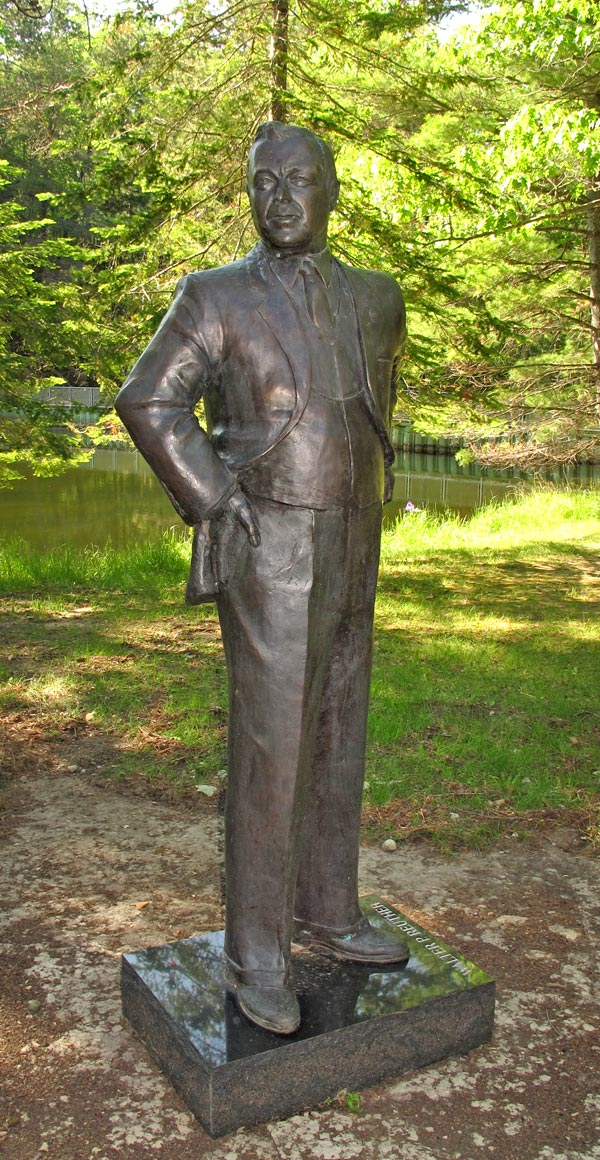
ミシガン州ブラックレイクのウォルターおよびメイ・ルーサーUAW家庭研修センターにあるウォルター・ルーサーの像

## 栄誉と受賞
- 1955年、全国宗教および労働財団は、彼らの社会正義賞をルーサーに与えた[165]。
- 1968年、ルーサーは彼の産業別の労働組合分野における貢献を称えられ、ユージン・V・デブス賞（英語版）を受賞した[166]。
- 1958年、イスラエル労働総同盟（ヒスタドルート（英語版））は、ルーサーにヒスタドルート人道賞を授与した[167]。
- 1968年、イスラエルのワイツマン科学研究所は、ルーサーにワイツマン科学・人道部門賞を授与した[168]。また、原子力の平和利用を趣旨としたウォルター・P・ルーサー講座を設置した[169]。
- ルーサーは、ハーバード大学[170]、ミシガン大学[171]、オークランド大学（英語版）[172]、タスキーギ大学（英語版）[173]、そしてロードアイランド大学（英語版）[174]などの複数の大学から名誉学位を授与された。
- ワシントンD.C.のスミソニアン博物館傘下の国立肖像画美術館は、ルーサーの3点の肖像画と1点の彫刻を所蔵している[175]。
- ルーサーは、『タイム』誌で2回、『ニューズウィーク』誌で3回、『デア・シュピーゲル』誌で1回、『ニューヨーク・タイムズ・マガジン』で1回、そして『ライフ』誌で1回、表紙に掲載された。

## 遺産
ルーサーは『タイム』誌によって、20世紀で最も重要な人物のひとりに認定された。1995年、彼はビル・クリントン大統領から大統領自由勲章を没後追贈された。記念式典の際、クリントンは「ルーサーは時代をはるかに先んじたアメリカの先見家であり、彼が亡くなられて四半世紀たった今なお、私たちの国は彼の夢に追いつけていません。」と述べた。ピューリッツアー賞を受賞したジャーナリストであるマレー・ケンプトンは「ウォルター・ルーサーは私がこれまで出会った中で、未来に関する回顧が可能なただ一人の男である」と書いた。ニューヨーク・タイムズの労働面の編集者だったA・H・ラスキンは「もし、人間の精神の速度が、足の速さと同じように測れたとしたら、ウォルター・ルーサーはオリンピックのチャンピオンになっていた事だろう」と書いた。ミシガン州知事のジョージ・ロムニーはある時、「ウォルター・ルーサーはデトロイトでもっとも危険な男です。なぜならば、既存の社会の形態を破壊している実態を隠して革命をもたらす事に長じた者は他にいませんから」と述べた。
- ルーサーは『タイム』誌によって、20世紀で最も重要な人物のひとりに認定された[180]。
- ルーサーはアメリカ合衆国労働省名誉殿堂（英語版）に加えられた[181]。
- 1999年、ウェイン州立大学はウォルター・P・ルーサー人道主義賞を創設した[182]。
- 2002年、民主的行動のためのアメリカ人（英語版）は、「特に組合の組織と団体による交渉が含まれる、労働者の権利のために尽くした活動家、学者、報道者たちの重要な貢献を表彰する」目的で、ルーサー＝チャベス賞を創設した[183]。
- 2006年10月12日、ウェストバージニア州ホイーリングのヘリテージ・ポートで、ウォルター・P・ルーサー記念碑が除幕された。7フィートの高さの青銅製のウォルター・ルーサー像は、オハイオ州ゼインズビルの彫刻家、アラン・コットリルによって制作された。像が立つ花崗岩の台座にはルーサー自身による「同胞に奉仕する事以上に大きな使命はありません。弱き者を助力する事以上の大きな貢献はありません。それらを成し遂げる以上の大きな満足はありません」という言葉が刻まれている[184] 。
- 2002年、ミシガン州ロチェスター近郊のルーサーの自宅が、アメリカ合衆国国家歴史登録財に指定された[要出典]。

### ウォルター・P・ルーサー人道主義賞
1999年、ウェイン州立大学は、UAWとルーサーの遺族の協力のもと、ルーサーの精神、先見性、そして信念を具現した個人を讃えるためにウォルター・P・ルーサー人道主義賞を創設した。その賞の受賞者には、公民権運動家のローザ・パークス、下院議員のジョン・ディンゲル、公民権運動家のジョセフ・ロウェリー、UAW会長のダグラス・フレーザー、そして公民権運動家で下院議員のジョン・ルイスが含まれている。

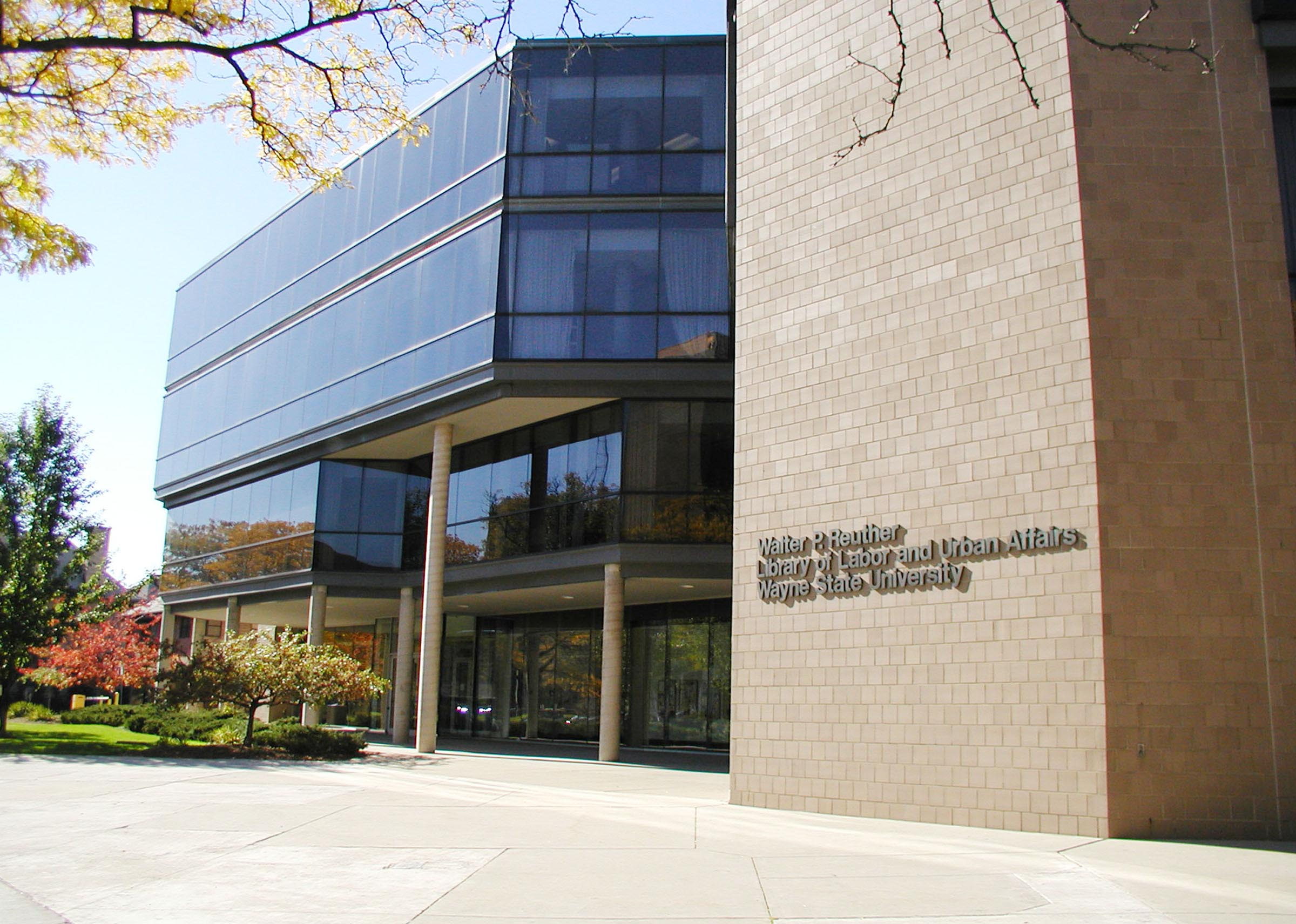
ミシガン州デトロイトのウェイン州立大学のウォルター・P・ルーサー図書館

### ルーサーにちなんで名付けられた施設
- ミシガン州デトロイトのウェイン州立大学に位置するウォルター・P・ルーサー図書館（英語版）は労働問題の記録を収蔵する北アメリカで最大の施設。
- ウォルター・P・ルーサー・フリーウェイ（I-696）（英語版）は、デトロイトの東部から西部まで横断している。
- ミシガン州ブラックレイク（英語版）にあるウォルターおよびメイ・ルーサーUAW家庭研修センター。
- ミシガン州ウェストランドにあるウォルター・ルーサー精神病院。
- ミシガン州ロチェスターヒルズにあるルーサー・ミドルスクール。
- ウィスコンシン州ケノーシャにあるウォルター・ルーサー・セントラル高等学校（英語版）。
- ルーサー・ウェイ、ウィスコンシン州ジェーンズビルにあるGMの工場と州間高速道路90号線、州間高速道路39号線（英語版）を結ぶ道路。
- イスラエルのホロンにある、青少年のためのウォルター・ルーサー・センター。

### 文化における参照
- ルーサーは、ロバート・シェンカン（英語版）によるブロードウェイ劇で、2014年にトニー賞 演劇作品賞を受賞した『オール・ザ・ウェイ（英語版）』に登場する。その後、この戯曲は2016年にHBOによってテレビドラマが制作され（英語版）、ルーサーの役をスペンサー・ギャレットが演じた。
- 現在、グレッグ・プリスカとチャーリー・モレーはルーサーの生涯に題を仰いだミュージカル『A Most Dangerous Man (もっとも危険な男)』を制作中だが、公開時期は未定である。
- トマス・ピンチョンの小説『V.』の中でルーサーは次のように言及されている。「ボスのツァイツスの隠れた望みは組合の組織者になる事だった。... 彼の仕事は公僕だった、しかし、いつの日か彼はウォルター・ルーサーになる事だろう。」（ヴィンテージ2000年版のp.112）

## 記録の保存
ルーサーに関する記録資料の大半は、労働および都市問題のウォルター・P・ルーサー図書館で閲覧する事が可能である。注目に値する資料は、『UAW会長の事務所: ウォルター・ルーサーの記録』で、ルーサーがUAW会長だった時代の多方面にわたる記録を蒐集した物である。資料の中には、ルーサーの個人的な手紙、著書、写真、公的な覚書などのさまざまな種類の記録が含まれている。研究者の問い合わせや資料の閲覧をする場合、ルーサー図書館に連絡を入れる事が奨励されている。ルーサーの記録資料に関する案内は、ここで見る事が可能である。

## 関連文献

### 二次資料
- Barnard, John. American Vanguard: The United Auto Workers during the Reuther Years, 1935–1970. (Wayne State U. Press, 2004). 607 pp. major scholarly history
- Barnard, John. Walter Reuther and the rise of the auto workers (1983); short scholarly biography  online
- Bernstein, Barton J. "Walter Reuther and the General Motors Strike of 1945-1946" Michigan History (1965) 49#3 pp 260–277.
- Boyle, Kevin. The UAW and the Heyday of American Liberalism, 1945–1968 (1995)online
- Brattain, Michelle. "Reuther, Walter Philip"; American National Biography Online Feb. 2000 Access March 21, 2015
- Buffa, Dudley W. Union power and American democracy: the UAW and the Democratic Party, 1972-83 (1984) online
- Carew, Anthony. Walter Reuther (Manchester University Press, 1993), short scholarly biography online
- Carew, Anthony. American Labour's Cold War Abroad: From Deep Freeze to Détente, 1945-1970 (2018) traces Reuther versus Meany on foreign policy.
- Goode, Bill. Infighting in the UAW: The 1946 Election and the Ascendancy of Walter Reuther (Greenwood, 1994) online also see  online review
- Halpern, Martin. UAW Politics in the Cold War Era (SUNY Press, 1988) online
- Howe, Irving.（英語版） The UAW and Walter Reuther (1949) online
- Kempton, Murray（英語版）. "The Reuther Brothers" in Part of Our Time: Some Ruins and Monuments of the Thirties (1955, repr. 1998, repr. 2004)
- Kornhauser, Arthur et al. When Labor Votes: A Study of Auto Workers (1956)
- Lichtenstein, Nelson. "Walter Reuther and the Rise of Labor-Liberalism" in Labor Leaders in America (1987): 280–302. online.
- Lichtenstein, Nelson. Walter Reuther: The Most Dangerous Man in Detroit (1995). a major scholarly biography; online
- Parrish, Michael E. Citizen Rauh: An American Liberal's Life in Law and Politics (U of Michigan Press, 2010), "Chapter 10: Reuther and Randolph" (pp. 121–132) https://doi.org/10.3998/mpub.1189267 on civil rights work of Joseph L. Rauh Jr.（英語版）, Reuther and A. Philip Randolph（英語版）
- Parenti, Michael and Peggy Norton. The Wonderful Life and Strange Death of Walter Reuther (1996)
- Steigerwald, David. "Walter Reuther, the UAW, and the dilemmas of automation," Labor History (2010) 51#3 pp 429–453.
- Zieger, Robert H. The CIO, 1935–1955 (1995) online

### ドキュメンタリー
- Reuther, Sasha, "Brothers on the Line", Documentary (2012)
- Zwerin, Charlotte. "Sit Down and Fight - Walter Reuther and the Rise of the Auto Workers' Union" (Charlotte Zwerin Films, 1993) aired in February 1993 on the PBS series, The American Experience.

### 一次資料
- Christman, Henry M. ed. Walter P. Reuther: Selected Papers (1961)
- Reuther, Victor. The Brothers Reuther and The Story of the UAW: A Memoir (1976)
- The Walter P. Reuther Library（英語版）, Archives of Labor and Urban Affairs on the campus of Wayne State University contains numerous collections related to Walter Reuther, most notably the UAW President's Office: Walter P. Reuther Files, which "reflect all phases of his career as president, UAW West Side Local 174 (1936); UAW Executive Board member (1936); director, UAW General Motors Department (1939–48); UAW vice-president (1942–46); UAW president (1946–70); president, ClO (1952–55); vice-president, AFL-CIO (1955–67); and president, AFL-CIO Industrial Union Department (1955–67)."